# Batalla del golf de Leyte
La batalla del golf de Leyte (japonès:レイテ沖海戦, romanitzat: Reite oki Kaisen , lit.  Batalla naval a mar obert de Leyte, filipí: Labanan sa Golpo ng Leyte), va ser la batalla naval de la Campanya de l'Oceà Pacífic que va tenir lloc a prop de les illes filipines de Leyte, Samar i Luzon, del 23 al 26 d'octubre del 1944. És considerada la batalla naval més gran de la Segona Guerra Mundial, amb més de 200.000 persones implicades. i per alguns criteris la batalla naval més gran de la història, amb més 200.000 personal naval implicat. Va enfrontar els exèrcits aliats dels Estats Units i Austràlia contra l'Imperi Japonès. L'operació volia aïllar el Japó dels països que havia ocupat al sud-est asiàtic, fonts vitals de petroli i de recursos industrials.
En el moment de la batalla, el Japó tenia menys vaixells capital (portaavions i cuirassats) que els portaavions totals de les forces aliades al Pacífic, cosa que va subratllar la disparitat de força en aquell moment de la guerra. Independentment, la Marina Imperial Japonesa va mobilitzar gairebé tots els seus principals vaixells navals restants en un intent de derrotar la invasió aliada de les Filipines, però va ser rebutjat per la Tercera i la Setena Flota de la Marina dels Estats Units.
La batalla va consistir en quatre enfrontaments principals separats (la batalla del mar de Sibuyan, la batalla de l'estret de Surigao, la batalla del cap Engaño i la batalla de Samar), així com accions menors. Les forces aliades van anunciar el final de la resistència japonesa organitzada a l'illa de Leyte a finals de desembre.
Va ser la primera batalla en què els avions japonesos van dur a terme atacs kamikazes organitzats, i va ser l'última batalla naval entre cuirassats de la història. L'armada japonesa va patir grans pèrdues i mai va navegar amb una força comparable després, ja que va quedar encallada per falta de combustible a les seves bases per a la resta de la guerra..

## Fons

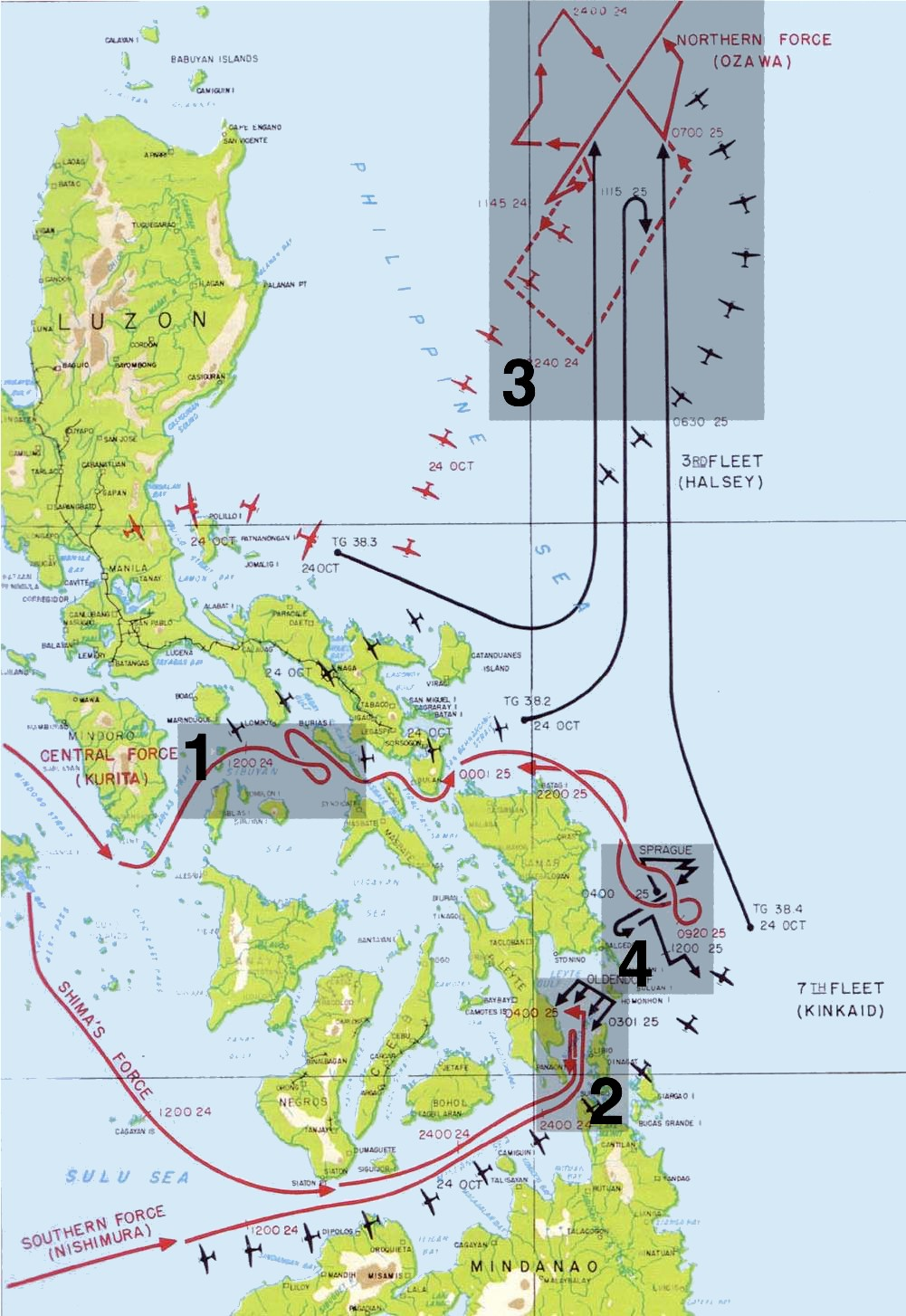
Els quatre principals combats de la batalla del golf de Leyte: batalla del mar de Sibuyan (1), batalla de l'estret de Surigao (2), batalla del cap Engaño (3) i batalla de Samar (4).

Les campanyes aliades d'agost de 1942 a principis de 1944 havien expulsat les forces japoneses de moltes de les seves bases insulars al sud i el centre de l'oceà Pacífic, alhora que aïllaven moltes de les seves altres bases (sobretot a les Illes Salomó, l'arxipèlag Bismarck, les illes de l'Almirallat, Nova Guinea, les illes Marshall i l'illa de Wake), i el juny de 1944, una sèrie de desembarcaments amfibis americans recolzats pel grup de treball de portaavions ràpid de la Cinquena Flota va capturar la major part de les Illes Mariannes Septentrionals (obviant Rota). Aquesta ofensiva va trencar l'anell estratègic de defensa interior del Japó i va donar als nord-americans una base des de la qual els bombarders de llarg abast Boeing B-29 Superfortress podien atacar les illes d'origen japoneses.
Els japonesos van contraatacar a la batalla del mar de les Filipines. L'Armada dels Estats Units va destruir tres portaavions japonesos, va danyar altres vaixells i va abatre aproximadament 600 avions japonesos, deixant l'Armada japonesa amb molt poca potència aèria transportada per portaavions i pocs pilots experimentats. No obstant això, la considerable potència aèria terrestre que els japonesos havien acumulat a les Filipines es considerava massa perillós per passar per alt per molts oficials d'alt rang fora de l'Estat Major Conjunt, inclòs l'almirall Chester Nimitz.

### Formosa contra Filipines com a objectiu d'invasió
El següent pas lògic era tallar les línies de subministrament del Japó al sud-est asiàtic, privant-los de combustible i altres necessitats de guerra, però hi havia dos plans diferents per fer-ho. L'almirall Ernest J. King, altres membres de l'Estat Major conjunt, i l'almirall Nimitz van afavorir el bloqueig de les forces japoneses a les Filipines i la invasió de Formosa, mentre que el general de l'exèrcit nord-americà Douglas MacArthur, que volia complir la promesa de 1942 "Tornaré", va defensar una invasió de les Filipines.
Tot i que Formosa també podria servir com a base per a una invasió de la Xina continental, que MacArthur considerava innecessària, també es va estimar que requeriria unes 12 divisions de l'exèrcit i dels marines. Mentrestant, l'exèrcit australià, escampat per enfrontaments a les illes Salomó, Nova Guinea, les Índies Orientals Holandeses i diverses altres illes del Pacífic, no hauria pogut estalviar tropes per a una operació d'aquest tipus. Com a resultat, una invasió de Formosa, o qualsevol operació que requereixi forces terrestres molt més grans que les disponibles al Pacífic a finals de 1944, es retardaria fins que la derrota d'Alemanya alliberés les tropes necessàries.

### Decisió d'envair les Filipines
Una reunió entre MacArthur, Nimitz i el president Roosevelt va ajudar a confirmar les Filipines com a objectiu estratègic, però no va arribar a una decisió, i el debat va continuar durant dos mesos. Finalment, Nimitz va canviar d'opinió i va acceptar el pla de MacArthur,  i finalment es va decidir que les forces de MacArthur envairien l'illa de Leyte al centre de les Filipines. Les forces amfíbies i el suport naval proper serien proporcionats per la Setena Flota, comandada pel vicealmirall Thomas C. Kinkaid.

## Preparatius per la batalla
La Setena Flota dels Estats Units en aquest moment contenia unitats de la Marina dels Estats Units i la Reial Marina Australiana. Abans que les principals accions navals al golf de Leyte haguessin començat, l'HMAS  Australia i l'USS Honolulu van ser greument danyats pels atacs aeris; durant la batalla pròpiament dita, aquests dos creuers es retiraven, escortats per HMAS  Warramunga, per a reparacions a la principal base aliada a l'illa de Manus, a 2.700 km de distància.

### Manca d'estructures de comandament unificades
La Tercera Flota dels Estats Units, comandada per l'almirall William F. Halsey Jr., amb la Task Force 38 (TF 38, la Task Force de Portaavions Ràpids, comandada pel vicealmirall Marc Mitscher), com a component principal, proporcionaria cobertura i suport més llunyans per a la invasió. Un defecte fonamental d'aquest pla era que no hi hauria cap almirall naval nord-americà al comandament general. Kinkaid va caure sota MacArthur com a comandant suprem aliat del Pacífic sud-oest, mentre que la Tercera Flota de Halsey informava a Nimitz com a Comandant en Cap de les Zones de l'oceà Pacífic. Aquesta manca d'unitat de comandament, juntament amb els fracassos en la comunicació, va produir una crisi i gairebé un desastre estratègic per a les forces nord-americanes.  Casualment, el pla japonès, que utilitzava tres flotes separades, també no tenia cap comandant general.

### Plans japonesos

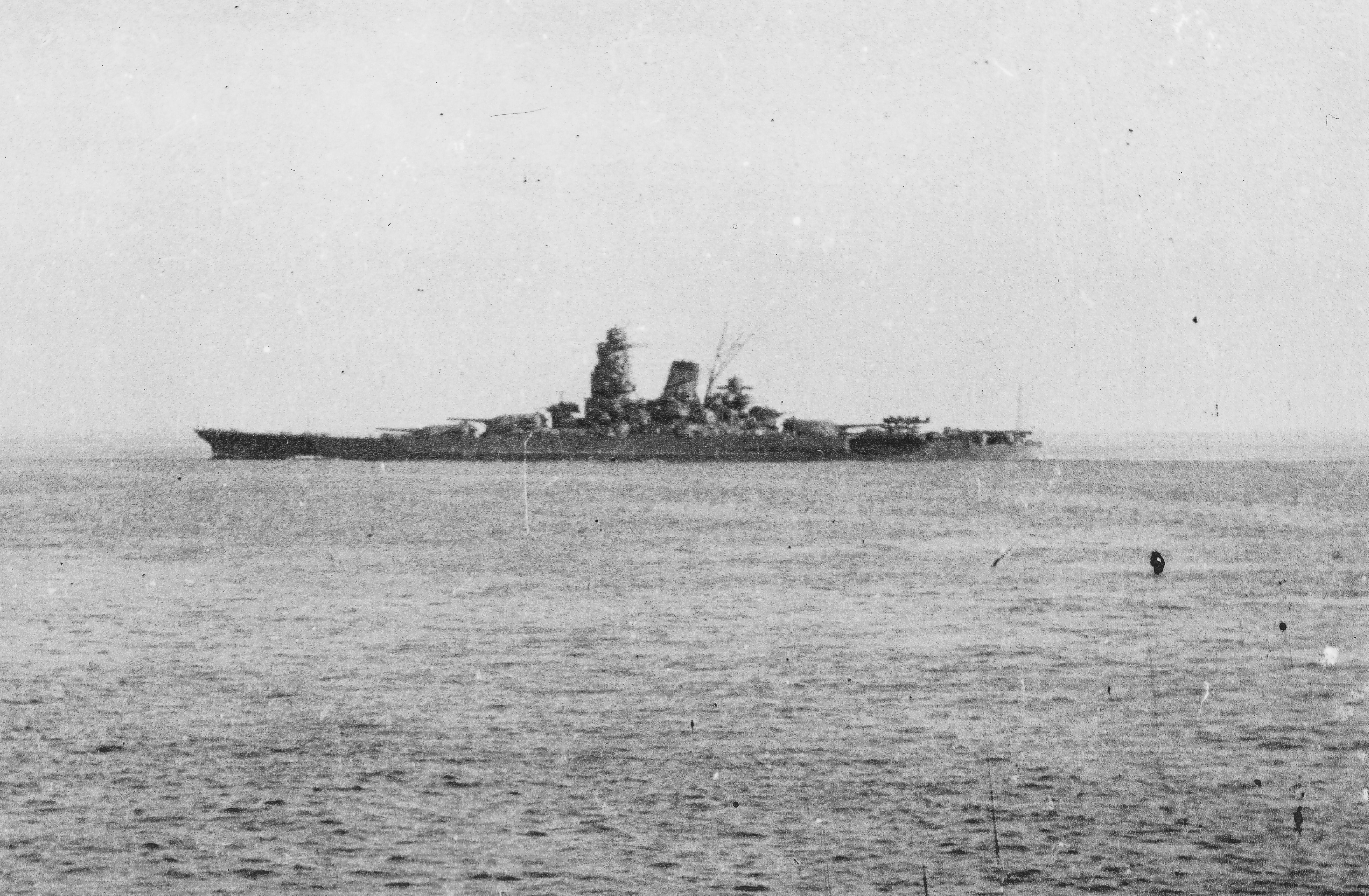
El Musashi va salpar de Brunei l'octubre de 1944 cap a la batalla del golf de Leyte

Les opcions americanes eren evidents per a la Marina Imperial Japonesa. El cap de la Flota Combinada Soemu Toyoda va preparar quatre plans de "victòria": Shō-Gō 1 (捷１号作戦, Shō ichigō sakusen) era una operació naval important a les Filipines, mentre que Shō-Gō 2, Shō-Gō 3 i Shō-Gō 4 eren respostes als atacs a Formosa, les illes Ryukyu i les illes Kurils, respectivament. Els plans eren d'operacions ofensives complexes que comprometessin gairebé totes les forces disponibles a una batalla decisiva, malgrat esgotar substancialment les esveltes reserves de fuel del Japó.
El 12 d'octubre de 1944, Halsey va iniciar una sèrie d'atacs de portaavions contra Formosa i les illes Ryukyu amb l'objectiu d'assegurar que l'avió amb seu allà no pogués intervenir en els desembarcaments de Leyte. El comandament japonès, per tant, va posar en acció el Shō-Gō 2, llançant onades d'atacs aeris contra els portaavions de la Tercera Flota. En el que l'almirall Halsey es refereix com a "baralla d'arrossegament i derrocament entre l'aire terrestre i l'aviació", els japonesos van ser encaminats, perdent 600 avions en tres dies, gairebé tota la seva força aèria en el regió. Després de la invasió nord-americana de les Filipines, l'armada japonesa va fer la transició a Shō-Gō 1.
Shō-Gō 1 demanava als vaixells del vicealmirall Jisaburō Ozawa, coneguts com la "Força del Nord", per atreure les principals forces de cobertura nord-americanes lluny de Leyte. La Força Nord es construiria al voltant de diversos portaavions, però aquests tindrien molt pocs avions o tripulació entrenada. Els portaavions servirien com a esquer principal. A mesura que les forces de cobertura nord-americanes eren atretes, altres dues forces de superfície avançarien a Leyte des de l'oest. La "Força del Sud" sota els vicealmiralls Shoji Nishimura i Kiyohide Shima atacaria la zona de desembarcament a través de l'estret de Surigao. La "Força Central" sota el comandament del vicealmirall Takeo Kurita, amb diferència la més poderosa de les forces atacants, passaria per l'estret de San Bernardino fins al mar de les Filipines, giraria cap al sud i després també atacaria la zona d'aterratge.
| «                       | Si perdem a les operacions de Filipines, tot i que s'hauria d'abandonar la flota, el carril de navegació cap al sud quedaria completament tallat, de manera que la flota, si tornava a les aigües japoneses, no podria obtenir el seu subministrament de combustible. Si hagués de romandre a les aigües del sud, no podria rebre subministraments de munició i armes. No tindria sentit salvar la flota a costa de la pèrdua de Filipines. | » |
| — Almirall Soemu Toyoda | |   |

## Acció submarina a Palawan Passage (23 d'octubre de 1944)
(Nota: Morison fa referència a aquesta acció com a "La lluita al passatge de Palawan", i en altres llocs, ocasionalment, com a "La batalla del pas de Palawan".)

Quan sortia des de la seva base a Brunei, la poderosa "Força Central" de Kurita constava de cinc cuirassats (Yamato, Musashi, Nagato , Kongō i Haruna) , deu creuers pesats (Atago, Maya , Takao, Chōkai, Myōkō, Haguro, Kumano , Suzuya , Tone i Chikuma), dos lleugers creuers (Noshiro i Yahagi) i 15 destructors.
Els vaixells de Kurita van passar per l'illa de Palawan al voltant de la mitjanit del 22 al 23 d'octubre. Els submarins nord-americans Darter i Dace es van col·locar junts a la superfície propera. A la 01:16 del 23 d'octubre, el radar del Darter va detectar la formació japonesa al passatge de Palawan a una distància de 30.000 iardes (27.000 m). El seu capità es va posar ràpidament en contacte visual. Els dos submarins es van moure ràpidament perseguint els vaixells, mentre que el Darter va fer el primer dels tres informes de contacte. Almenys un d'ells va ser recollit per un operador de ràdio a bord del Yamato , però Kurita no va prendre les precaucions antisubmarines adequades.
El Darter i el Dace van viatjar a la superfície a plena potència durant diverses hores i van guanyar una posició per davant de la formació de Kurita, amb la intenció de fer un atac submergit a primera llum. Aquest atac va tenir un èxit inusual. A les 05:24, el Darter va disparar una salva de sis torpedes, almenys quatre dels quals van colpejar el vaixell insígnia de Kurita, el creuer pesant Atago. Deu minuts més tard, el Darter va aconseguir dos impactes al vaixell germà de l'Atago , el Takao, amb una altra propagació de torpedes. A les 05:56, el Dace va fer quatre cops de torpedes al creuer pesant Maya (germà de l'Atago i del Takao ).
L'Atago i el Maya es van enfonsar ràpidament. L'Atago es va enfonsar tan ràpidament que Kurita es va veure obligat a nedar per sobreviure. Va ser rescatat pel destructor japonès Kishinami, i després traslladat al cuirassat Yamato.
El Takao va tornar cap a Brunei, escortat per dos destructors, i va ser seguit pels dos submarins. El 24 d'octubre, mentre els submarins continuaven fent ombra al creuer danyat, el Darter va encallar al Bombay Shoal. Tots els esforços per treure'l van fallar; va ser abandonat; i tota la seva tripulació va ser rescatada pel Dace. Els esforços per enfonsar el Darter al llarg de la setmana següent van fracassar, inclosos els torpedes de Dace i Rock que van colpejar l'escull (i no el Darter ) i els bombardejos de la coberta de Dace i posteriorment el Nautilus. Després de múltiples cops dels seus canons de coberta de 6 polzades, el comandant del Nautilus va determinar el 31 d'octubre que l'equip de Darter només era bo per a la ferralla i el va deixar allà. Els japonesos no es van molestar amb el naufragi.
El Takao es va retirar a Singapur, on es va unir el gener de 1945 al Myōkō , ja que els japonesos van considerar que els dos creuers eren irreparables i els van deixar amarrats al port com a bateries antiaèries flotants.

## Batalla del mar de Sibuyan (24 d'octubre de 1944)

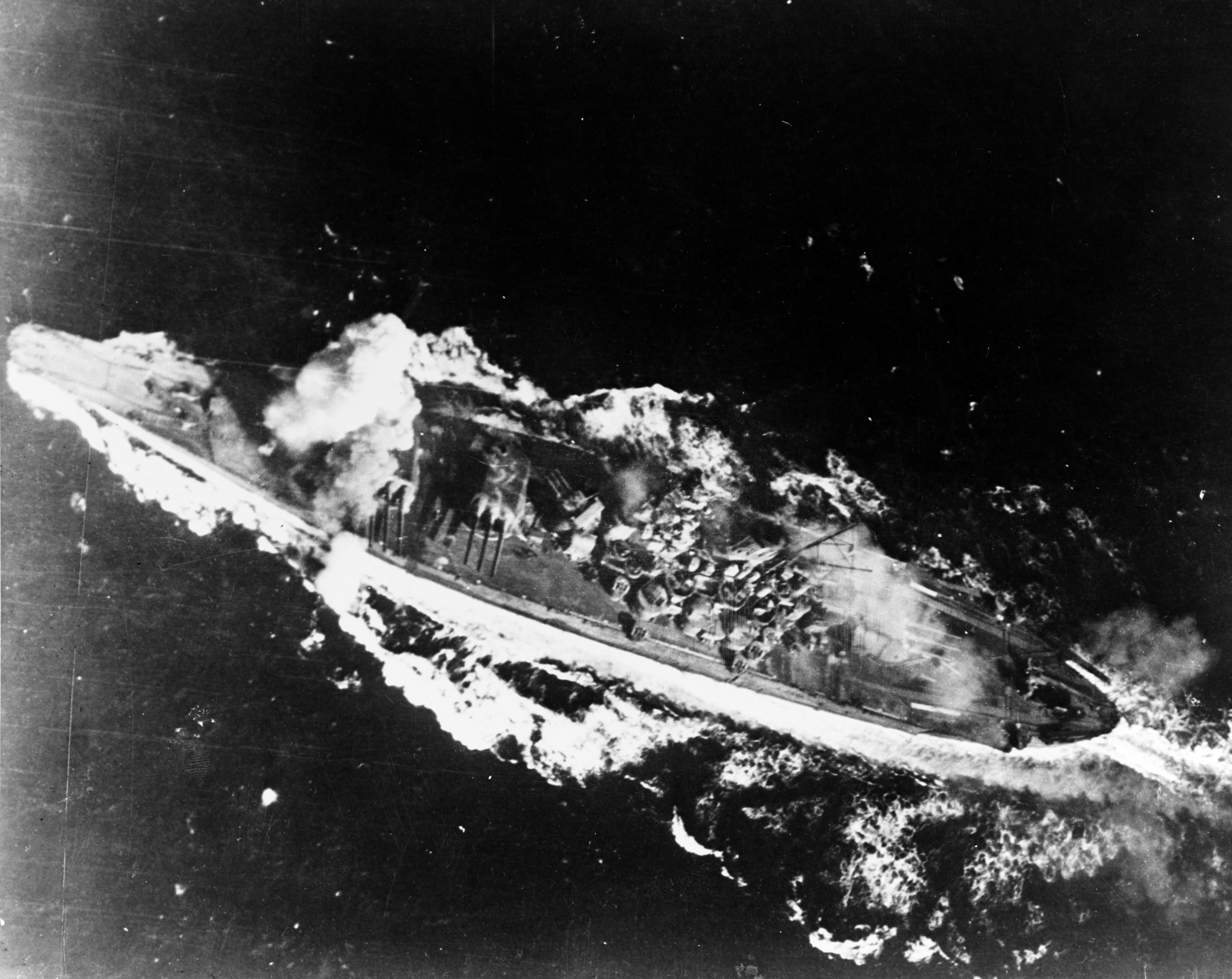
El Yamato colpejat per una bomba prop de la seva torreta davantera al mar de Sibuyan, el 24 d'octubre de 1944

Malgrat la seva gran força, la Tercera Flota no estava ben situada per fer front a l'amenaça. El 22 d'octubre, Halsey havia enviat dos dels seus grups de portaavions a la base de la flota d'Ulithi per prendre provisions i rearmar-se. Quan va arribar l'informe de contacte del Darter , Halsey va recordar el grup de Davison, però va permetre al vicealmirall John S. McCain, amb el més fort dels grups de portaavions del TF 38, continuar cap a Ulithi. Halsey finalment va recordar McCain el 24 d'octubre, però el retard va significar que el grup de portaavions nord-americans més poderós tingués poc paper en la propera batalla i, per tant, la Tercera Flota es va veure efectivament privada de gairebé el 40% de la seva força aèria durant la major part del compromís. El matí del 24 d'octubre, només tres grups estaven disponibles per atacar la força de Kurita, i el més ben posicionat per fer-ho —el Grup de Treball 38.2 (TG 38.2) de Gerald F. Bogan— va ser per casualitat el més feble dels grups, que contenia només un gran portaavions —USS Intrepid— i els portaavions lleugers classe Independence Independence i Cabot.
Mentrestant, el vicealmirall Takijirō Ōnishi va dirigir tres onades d'avions de la seva primera flota aèria basada a Luzón contra els portaavions del TG 38.3 del contraalmirall Frederick Sherman (els avions del qual també s'estaven utilitzant per atacar els aeròdroms de Luzón per evitar l'aviació terrestre japonesa ataqués a la navegació aliada al golf de Leyte). Cadascuna de les onades d'atac d'Ōnishi constava d'entre 50 i 60 avions.

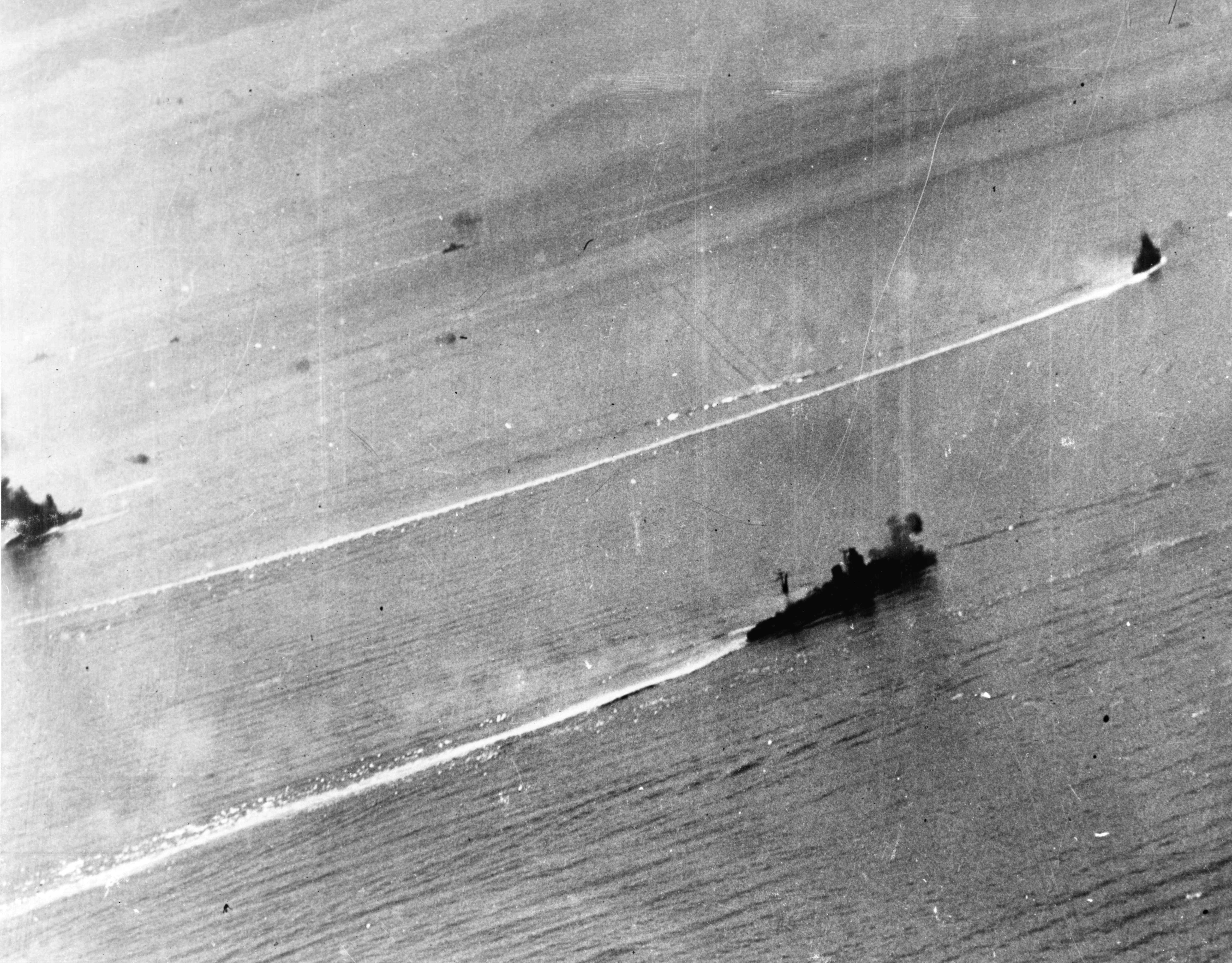
El creuer japonès Noshiro sota atac.

La majoria dels avions japonesos atacants van ser interceptats i abatuts o expulsats per la patrulla aèria de combat de Hellcats de Sherman, sobretot per dues seccions de caces del USS Essex dirigides pel comandant David McCampbell (que va abatre un rècord de nou dels avions atacants en aquest). acció, després de la qual va aconseguir tornar i aterrar in extremis a l'USS Langley perquè la coberta de l'Essex estava massa ocupada per acomodar-lo tot i que havia quedar sense combustible).

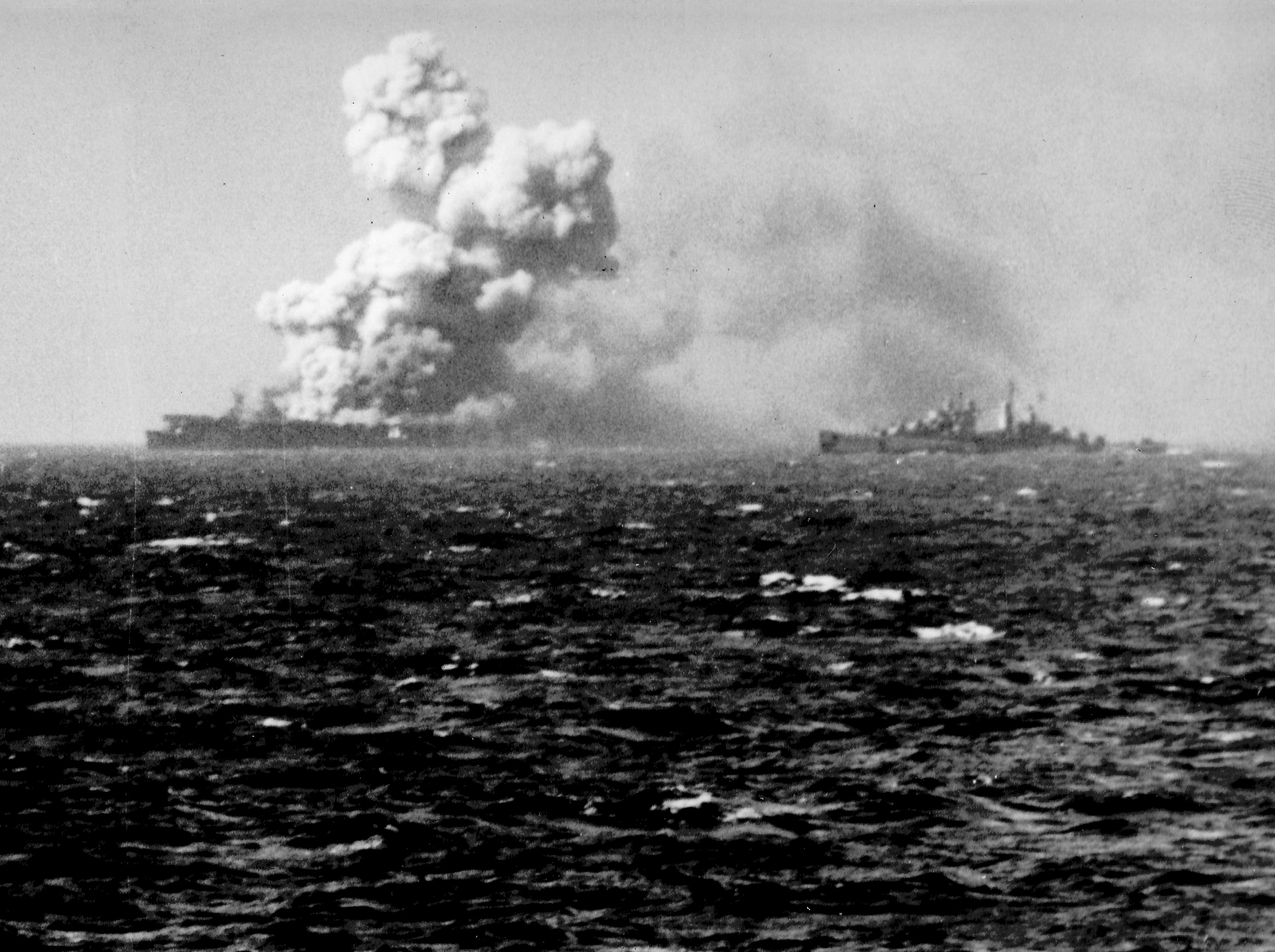
L' explota a les 15:23

No obstant això, un avió japonès (un Yokosuka D4Y3 Judy) va lliscar per les defenses i a les 09:38 va colpejar el portaavions lleuger USS Princeton amb una bomba perforadora de 551 lliures (250 kg). Just abans que la bomba impactés contra el portaavions, deu avions de caça havien aterrat a la coberta de vol d'una missió anterior i a la coberta de l'hangar sis torpediners Grumman TBF Avenger, completament carregats i alimentats, estaven esperant la següent missió. Un dels torpediners va ser colpejat directament per aquesta bomba mentre va perforar el vaixell i va explotar, provocant que els altres cinc torpediners també explotessin. La bomba va colpejar la zona del vaixell on no només s'emmagatzemaven la majoria dels torpedes, sinó també bombes que no estaven emmagatzemades de manera segura. L'explosió resultant va provocar un incendi greu a l'hangar del Princeton i el seu sistema d'aspersió d'emergència no va funcionar. A mesura que el foc es va estendre ràpidament, van seguir una sèrie d'explosions secundàries. El foc es va controlar gradualment, però a les 15:23 hi va haver una enorme explosió (probablement a l'estiba de bombes del portaavions a popa), causant més baixes a bord del Princeton —241 morts i 412 ferits— a bord del creuer lleuger Birmingham que tornava al costat per col·laborar amb l'extinció d'incendis. El Birmingham i els tres destructors Morrison, Gatling i Irwin es van quedar amb el portaavions accidentat després que aquesta caigués de la formació. Els destructors inicialment van intentar apropar-se i ruixar el portaavions en flames per ajudar la tripulació del vaixell a sufocar els incendis, però van xocar repetidament amb el Princeton a causa de la mar forta. Aleshores el Birmingham es va posar al costat, ja que el seu casc més gran podria absorbir millor les col·lisions. El Birmingham va quedar tan malmès que es va veure obligat a retirar-se. El creuer lleuger Reno i els destructors Morrison i Irwin també van resultar danyats. Tots els esforços per salvar el Princeton van fallar, i després que els membres de la tripulació restants fossin evacuats, finalment va ser enfonsat —torpedinat pel Reno— a les 17:50. De la tripulació del Princeton , 108 homes van morir, mentre que 1.361 supervivents van ser rescatats per vaixells propers. L'USS Princeton va ser el vaixell nord-americà més gran perdut durant les batalles al voltant del golf de Leyte, i l'únic portaavions ràpid de la classe Independence enfonsat en combat durant la guerra. 17 caces Grumman F6F Hellcat i 12 torpediners Grumman TBM Avenger van enfonsar-se amb el Princeton.
Els avions dels portaavions Intrepid i Cabot del grup de Bogan van atacar cap a les 10:30, anotant cops als cuirassats Nagato, Yamato i Musashi, i danyant greument el creuer pesant Myōkō que es va retirar a Borneo via Coron Bay. Una segona onada de l'Intrepid, l'Essex i el Lexington va atacar més tard, amb VB-15 Helldivers i VF-15 Hellcats de l'Essex , anotant altres 10 impactes sobre el Musashi. Quan es retirava, apuntant a port, una tercera onada de l'Enterprise i del Franklin el va colpejar amb 11 bombes i vuit torpedes addicionals. Després de ser colpejat per almenys 17 bombes i 19 torpedes, el Musashi finalment es va bolcar i es va enfonsar cap a les 19:35.

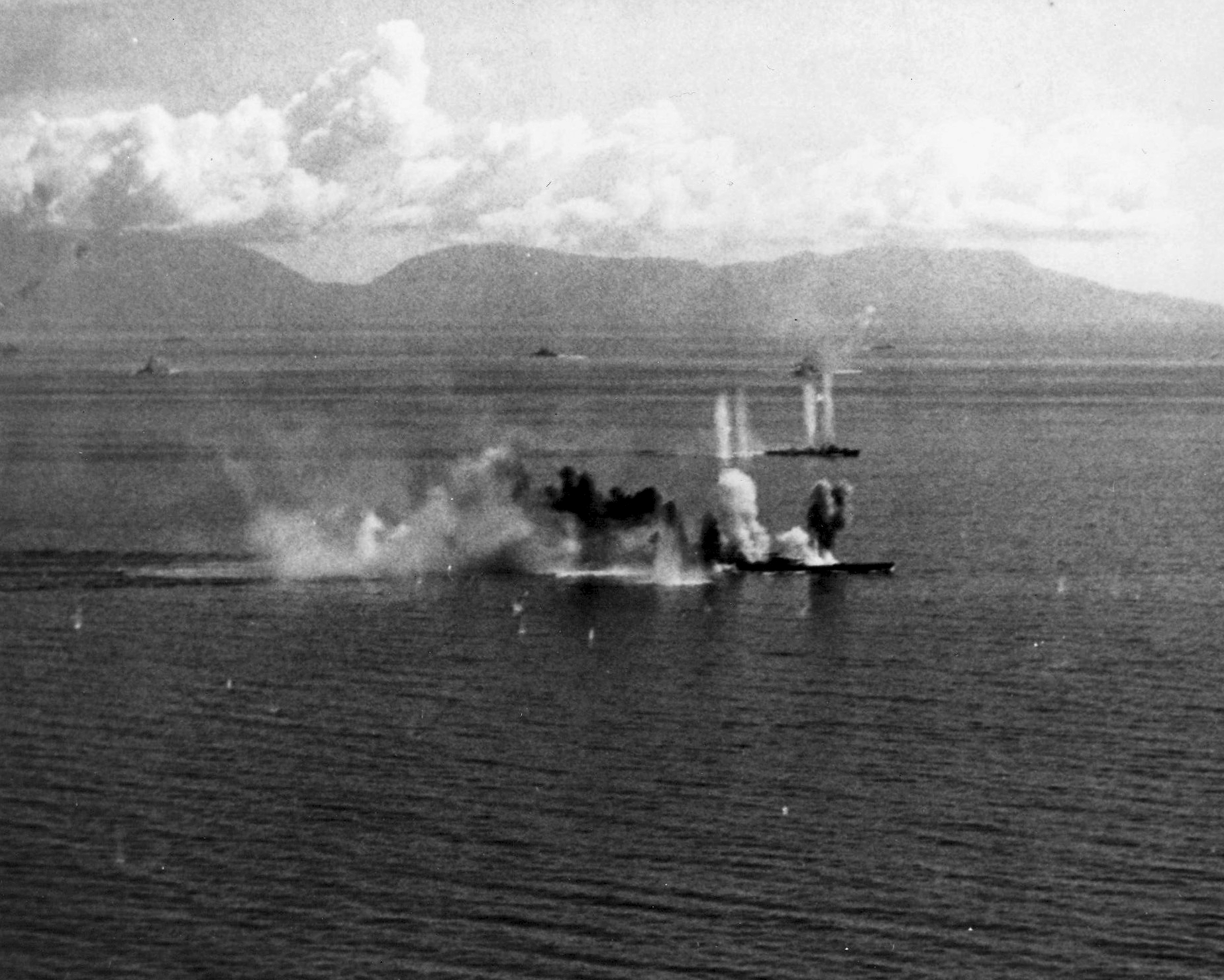
El Musashi sota bombardeig aeri

En total, cinc portaavions de la flota i un portaavions lleuger de la Tercera Flota van fer 259 sortides amb bombes portades per Helldivers i torpedes llançats per TBF Avengers contra la Força Central el 24 d'octubre, però aquest pes d'atac no va ser prou suficient per neutralitzar l'amenaça de Kurita. L'esforç més gran de l'atac al mar de Sibuyan es va dirigir contra un sol cuirassat, el Musashi , que va ser enfonsat, i el creuer Myōkō també va quedar paralitzat per un torpede aeri. No obstant això, tots els altres vaixells de la força de Kurita es van mantenir dignes de combat i van poder avançar. Seria l'acció desesperada i el gran sacrifici de la força molt més feble de sis portaavions d'escorta lents, tres destructors, quatre escortes de destructors i 400 avions a la batalla de Samar, totalment mancats d'armes creïbles per enfonsar vaixells blindats, per aturar Kurita. També contrasta amb les 527 sortides realitzades per la Tercera Flota contra el portaavions molt més feble de la Força del Nord d'Ozawa l'endemà.
El Kurita va girar la seva flota per sortir del rang de l'avió, passant pel paralitzat Musashi mentre la seva força es retirava. Halsey va suposar que aquesta retirada significava que la seva amenaça va ser tractada de moment. Kurita, però, va esperar fins a les 17:15 abans de tornar a girar per dirigir-se a l'estret de San Bernardino. Com a resultat d'una decisió transcendental presa per l'almirall Halsey i una comunicació poc clara dels seus plans, Kurita va poder passar per l'estret de San Bernardino durant la nit per fer una aparició inesperada i dramàtica a la costa de Samar l'endemà al matí, amenaçant directament els desembarcaments de Leyte.

## Task Force 34 / Estret de San Bernardino
Després que s'haguessin detectat les forces japoneses del sud i del centre, però abans que s'haguessin enfrontat o s'haguessin localitzat els portaavions d'Ozawa, Halsey i el personal de la Tercera Flota, a bord del cuirassat New Jersey, van preparar un pla de contingència per fer front a l'amenaça del centre de la Força de Kurita. La seva intenció era cobrir l'estret de San Bernardino amb un poderós grup de treball de vaixells de guerra ràpids recolzats per dos dels grups de portaavions igualment ràpids de la Tercera Flota. La força de cuirassat havia de ser designada Task Force 34 (TF 34) i constaria de quatre cuirassats, cinc creuers i 14 destructors sota el comandament del vicealmirall Willis A. Lee. El contraalmirall Ralph E. Davison del TG 38.4 havia d'estar al comandament general dels grups de portaavions de suport.
A les 15:12 del 24 d'octubre, Halsey va enviar un missatge de ràdio telegràfic amb una redacció ambigua als comandants del seu grup de treball subordinat donant detalls d'aquest pla de contingència:
| « | BATDIV 7 BILOXI, VINCENNES, MIAMI, DESRON 52 MENYS STEVEN POTTER, DE TG 38.2 I WASHINGTON, ALABAMA, WICHITA, NEW ORLEANS, DESDIV 100, PATTERSON, BAGLEY DE TG 38.4 ES FORMARÀ COM A TASK FORCE 34 SOTA EL VICEALMIRALL LEE, COMANDANT LÍNIA BATALLA. TF 34 PER PARTICIPAR DECISIVAMENT A LLARGA DISTANCIA. CTG 38.4 CONDUIRA ELS PORTAAVIONS DE TG 38.2 I TG 38.4 LLIURE DE LLUITA EN SUPERFÍCIE. INSTRUCCIONS PER A TG 38.3 I TG 38.1 MÉS PÀS. HALSEY, OTC A NEW JERSEY. | » |

Halsey va enviar còpies informatives d'aquest missatge a l'almirall Nimitz a la seu de la Flota del Pacífic i a l'almirall King a Washington, però no va incloure l'almirall Kinkaid (Setena Flota) com a destinatari de la informació. El missatge va ser recollit per LA Setena Flota de totes maneres, ja que era habitual que els almiralls ordenessin als operadors de ràdio que copiessin tot el trànsit de missatges que detectaven, ja fos destinat a ells o no. Com que Halsey pretenia que la TF 34 fos una contingència a formar i separar-se quan ho va ordenar, escrivint "es formarà", volia dir el temps futur, però va oblidar dir quan es formaria TF 34 o en quines circumstàncies. Aquesta omissió va fer que l'almirall Kinkaid de la Setena Flota cregués que Halsey parlava en temps present, per la qual cosa va concloure que s'havia format la TF 34 i que prendria lloc fora de l'estret de San Bernardino. El grup de portaavions d'escorta lleuger de Kinkaid, mancat de cuirassats per a l'acció naval i creat per atacar tropes terrestres i submarins, no vaixells capitals, es va posicionar al sud de l'estret per donar suport a la força d'invasió. L'almirall Nimitz, a Pearl Harbor, va arribar exactament a la mateixa conclusió.
Halsey va enviar un segon missatge a les 17:10 per aclarir les seves intencions pel que fa a TF 34:
| « | SI ELS ENEMICS SORTIS [a través de l'estret de San Bernardino] TF 34 ES FORMARAN QUAN EL DIRIGEIX PER MI. | » |

Malauradament, Halsey va enviar aquest segon missatge per ràdio de veu, de manera que la Setena Flota no el va interceptar (a causa de les limitacions d'abast de les xarxes de ràdio de veu de vaixell a vaixell que s'utilitzaven en aquell moment) i Halsey no va fer un seguiment amb un missatge telegràfic. a Nimitz o King, o vitalment, Kinkaid. El greu malentès causat per la redacció imperfecta de Halsey del seu primer missatge i el seu fracàs en notificar a Nimitz, King o Kinkaid del seu segon missatge clarificador va tenir una profunda influència en el curs posterior de la batalla, ja que la força principal de Kurita gairebé va aclaparar la força lleugera no preparada de Kinkaid la porta del desembarcament de Leyte.

## Decisió de Halsey (24 d'octubre de 1944)
L'aviació de la Tercera Flota no va poder localitzar la Força del Nord d'Ozawa fins a les 16:40 del 24 d'octubre. Això va ser en gran part perquè la Tercera Flota s'havia preocupat per atacar la important Força Central de Kurita i per defensar-se dels atacs aeris japonesos des de Luzón. Així, l'única força japonesa que quedava per descobrir -el temptador esquer d'Ozawa d'un gran grup de portaavions, que en realitat només tenia 108 avions- va ser l'única força que els nord-americans no havien pogut trobar. La nit del 24 d'octubre, Ozawa va interceptar una comunicació americana (equivocada) que descrivia la retirada de Kurita; per tant, també va començar a retirar-se. No obstant això, a les 20:00, Toyoda va ordenar a totes les seves forces atacar "comptant amb l'ajuda divina". Intentant cridar l'atenció de la Tercera Flota sobre la seva força d'esquerre, Ozawa va tornar a invertir el rumb i es va dirigir cap al sud cap a Leyte.
Halsey es va enamorar de l'engany japonès, convençut que la Força del Nord constituïa la principal amenaça japonesa, i estava decidit a aprofitar el que considerava una oportunitat d'or per destruir l'última força de portaavions restants del Japó. Creient que la Força Central havia estat neutralitzada pels atacs aeris de la Tercera Flota a principis del dia al mar de Sibuyan, i les seves restes s'estaven retirant, Halsey va comunicar per ràdio (a Nimitz i Kinkaid):
| « | FORÇA CENTRAL FORTAMENT DANYADA SEGONS INFORMES AVUI AL NORD AMB TRES GRUPS PER ATAQUEAR LES FORCES DE TRANSPORTADORS A L'ALBA | » |

Les paraules "amb tres grups" van resultar perillosament enganyoses. A la llum del missatge interceptat a les 15:12 del 24 d'octubre "... es formarà com a Task Force 34" d'Halsey, l'almirall Kinkaid i el seu estat major van assumir, com va fer l'almirall Nimitz a la seu de la Flota del Pacífic, que la TF 34, comandada pel vicealmirall Lee —ara s'havia format com una entitat separada. Van suposar que Halsey deixava aquesta poderosa força de superfície vigilant l'estret de San Bernardino (i cobrint el flanc nord de la Setena Flota), mentre portava els seus tres grups de portaavions disponibles cap al nord perseguint els portaavions japonesos. Però la Task Force 34 no s'havia deslligat de les seves altres forces, i els cuirassats de Lee anaven camí cap al nord amb els portaavions de la Tercera Flota. Com va escriure Woodward: "Tot es va treure de l'estret de San Bernardino. No va quedar ni un destructor de piquet".

### Els senyals d'advertència ignorats
Halsey i els seus oficials d'estat major van ignorar la informació d'un avió de reconeixement nocturn que operava des del portaavions lleuger Independence que la poderosa força de superfície de Kurita havia tornat cap a l'estret de San Bernardino i que, després d'una llarga apagada, els llums de navegació de l'estret s'havien encès. Quan el contraalmirall Gerald F. Bogan, al comandament del TG 38.2, va transmetre aquesta informació per ràdio al vaixell insígnia de Halsey, va ser rebutjat per un oficial d'estat major, que va respondre lacònicament "Sí, sí, tenim aquesta informació". El vicealmirall Lee, que havia deduït correctament que la força d'Ozawa estava en una missió d'esquer i ho va indicar en un missatge intermitent al vaixell insígnia de Halsey, va ser rebutjat de la mateixa manera.
El comodor Arleigh Burke i el comandant James H. Flatley de l'estat major de Mitscher havien arribat a la mateixa conclusió. Estaven prou preocupats per la situació com per despertar Mitscher, que va preguntar: "L'almirall Halsey té aquest informe?" Quan li van dir que Halsey sí, Mitscher, coneixent el temperament de Halsey, va comentar: "Si vol el meu consell, el demanarà" i es va tornar a dormir.
Tota la força disponible de la Tercera Flota va continuar dirigint-se cap al nord cap a la força de d'esquers d'Ozawa, deixant l'estret de San Bernardino completament desprotegit. No hi havia res entre els cuirassats de la Força Central de Kurita i els vaixells de desembarcament nord-americans, excepte el vulnerable grup de portaavions d'escorta de Kinkaid davant de la costa de Samar.

## Batalla de l'estret de Surigao (25 d'octubre de 1944)

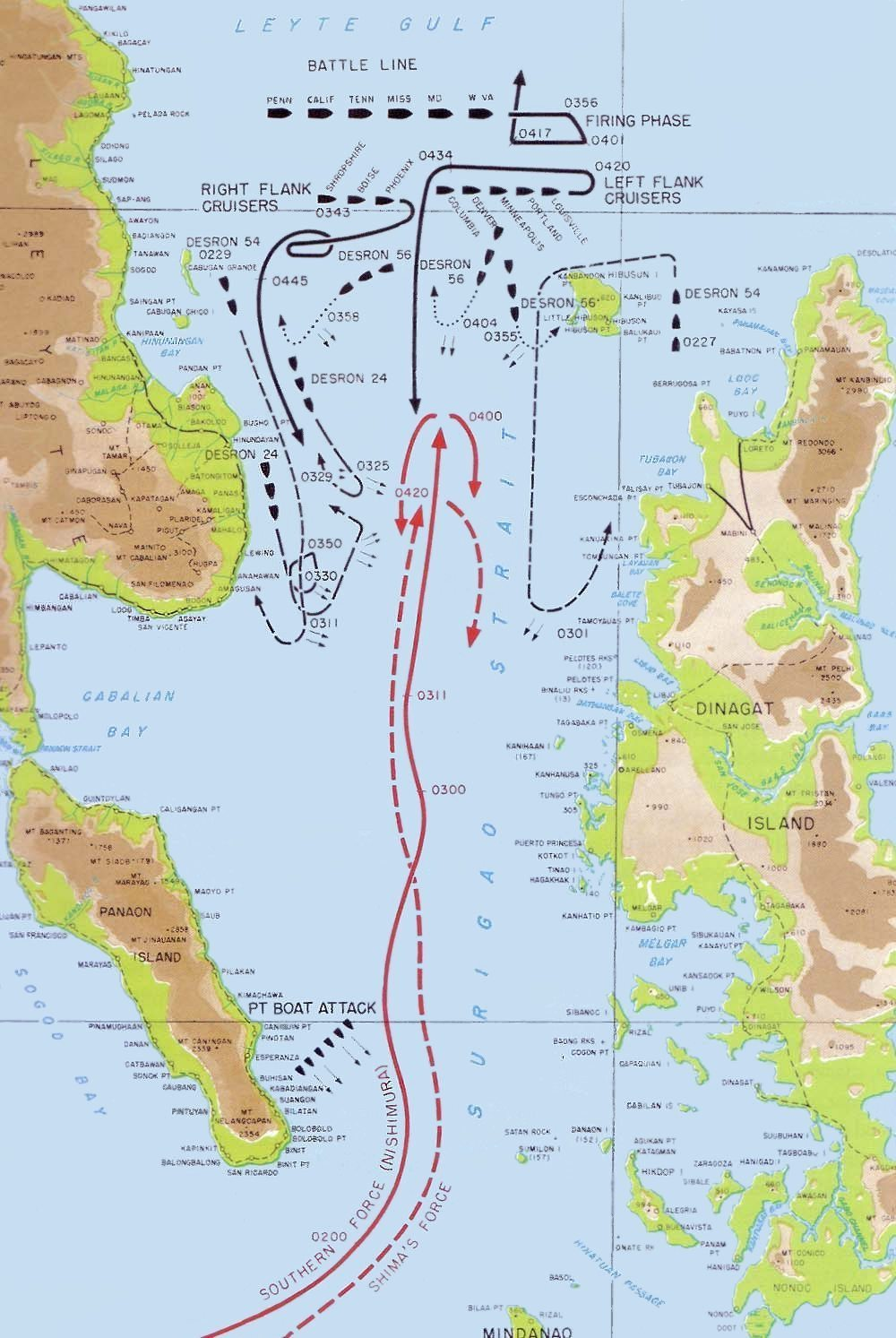
La batalla de l'estret de Surigao

A partir del 2024, la batalla de l'estret de Surigao va ser l'última acció de cuirassat a cuirassat de la història, una de les dues úniques batalles navals de cuirassat contra cuirassat a la campanya del Pacífic de la Segona Guerra Mundial. (L'altra va ser la batalla naval durant la campanya de Guadalcanal, on Washington va enfonsar el cuirassat japonès Kirishima). També és la batalla més recent en què una força (en aquest cas, la Marina dels Estats Units) va poder "creuar la T" del seu oponent. No obstant això, quan es va unir a l'acció del cuirassat, la línia japonesa estava molt irregular i constava només d'un cuirassat (el Yamashiro), un creuer pesant i un destructor, de manera que el "creuament de la T" era teòric i tenia poc. efecte sobre el resultat de la batalla.

### Forces japoneses
La "Força del Sud" de Nishimura estava formada pels antics cuirassats Yamashiro (bandera) i Fusō, el creuer pesant Mogami, i quatre destructors, el Shigure, el Michishio, l'Asagumo i Yamagumo. Aquest grup de treball va sortir de Brunei després de Kurita a les 15:00 del 22 d'octubre, girant cap a l'est cap al mar de Sulu i després cap al nord-est passant l'extrem sud de l'illa de Negros cap al mar de Mindanao. Aleshores, Nishimura va procedir cap al nord-est amb l'illa de Mindanao a estribord i cap a l'entrada sud de l'estret de Surigao, amb la intenció de sortir de l'entrada nord de l'estret al golf de Leyte, on afegiria la seva potència de foc a la de la força de Kurita.
La Segona força d'atac japonesa estava comandada pel vicealmirall Kiyohide Shima i estava formada pels creuers pesats Nachi (bandera) i Ashigara, el creuer lleuger Abukuma i els destructors Akebono, Ushio, Kasumi i el Shiranui.
La Força del Sud japonesa va ser atacada per bombarders de la Marina dels Estats Units el 24 d'octubre, però només va patir danys menors.
Nishimura no va poder sincronitzar els seus moviments amb Shima i Kurita a causa de l'estricte silenci de ràdio imposat a les Forces del Centre i del Sud. Quan va entrar a l'estret de Surigao a les 02:00, Shima estava a 25 milles nàutiques (29  milles; 46 km ) darrere seu, i Kurita encara es trobava al mar de Sibuyan, a diverses hores de les platges de Leyte.

### El combat
Quan la Força del Sud japonesa s'acostava a l'estret de Surigao, es va trobar amb una trampa mortal posada per la Setena Flota. El contraalmirall Jesse Oldendorf tenia una força substancial integrada
- sis cuirassats: West Virginia, Maryland, Mississippi, Tennessee, California i Pennsylvania, que portaven 48 canons de 14 polzades (356 mm) i 16 de 16 polzades (406 mm);
- quatre creuers pesants; USS Louisville (vaixell insígnia), Portland, Minneapolis i HMAS Shropshire, que portaven 35 canons de 8 polzades (203 mm);
- quatre creuers lleugers: Denver, Columbia, Phoenix i Boise, que portaven 54 canons de 6 polzades (152 mm); i
- 28 destructors i 39 torpedineres a motor (Patrulleres/Torpedineres (PT)) amb canons i torpedes més petits.

Cinc dels sis cuirassats havien estat enfonsats o danyats en l'atac a Pearl Harbor i posteriorment reparats o, en els casos del California i del West Virginia, reconstruïts. L'única excepció era el Mississipi, que havia estat a Islàndia en servei d'escolta de combois en aquell moment. Per passar per l'estret i arribar al vaixell d'invasió, Nishimura hauria d'executar l'atac de torpedes dels vaixells i destructors PT abans d'avançar cap al foc concentrat de 14 cuirassats i creuers desplegats a l'altra boca de l'estret.
A les 22:36, la PT-131 (Ensign Peter Gadd) estava operant a Bohol quan va entrar en contacte amb els vaixells japonesos que s'acostaven. Les llanxes PT van fer atacs repetits durant més de tres hores i mitja mentre la força de Nishimura es dirigia cap al nord. No es van anotar cops de torpedes, però les PT sí que van enviar informes de contacte que van ser útils per a Oldendorf i la seva força.
Els vaixells de Nishimura van passar il·lesos per l'atac de les llanxes PT. Tanmateix, la seva sort es va esgotar poc temps després, ja que van ser sotmesos a atacs de torpedes devastadors dels destructors nord-americans desplegats a banda i banda del seu eix d'avanç. Al voltant de les 03:00, els dos cuirassats japonesos van ser impactats per torpedes. El Yamashiro va poder continuar, però el Fusō va ser torpedinat per l'USS Melvin i va caure de la formació, enfonsant-se quaranta minuts després. Dos dels quatre destructors de Nishimura van ser enfonsats; el destructor Asagumo va ser colpejat i obligat a retirar-se, però més tard es va enfonsar.

### Enfonsament del Fusō
El relat tradicional de l'enfonsament del Fusō va ser que va explotar en dues meitats que van romandre flotant durant un temps. Samuel Morison afirma que la meitat de proa de Fusō va ser enfonsada per trets des de Louisville, i la meitat de popa es va enfonsar a l'illa de Kanihaan; aquesta versió tenia en compte que els cuirassats se sabia que de vegades es tallaven en dues o fins i tot tres seccions que podien romandre a flotació independentment. No obstant això, el supervivent del Fusō Hideo Ogawa, interrogat l'any 1945, en un article sobre l'últim viatge del cuirassat, va declarar: "Poc després de les 04.00 el vaixell va bolcar lentament a estribord i Ogawa i altres van ser arrasats," sense esmentar específicament la bisecció. El Fusō va ser colpejat a estribord per dos o possiblement tres torpedes. Un d'ells va provocar un incendi de petroli, i com que el combustible utilitzat pels vaixells de la Marina Imperial Japonesa estava poc refinat i s'encenia fàcilment, la crema de pegats de combustible podria haver fet que la descripció dels observadors aliats del Fusō "explotés". Deu mariners van sobreviure a l'enfonsament del vaixell i van ser repatriats al Japó després de la guerra.

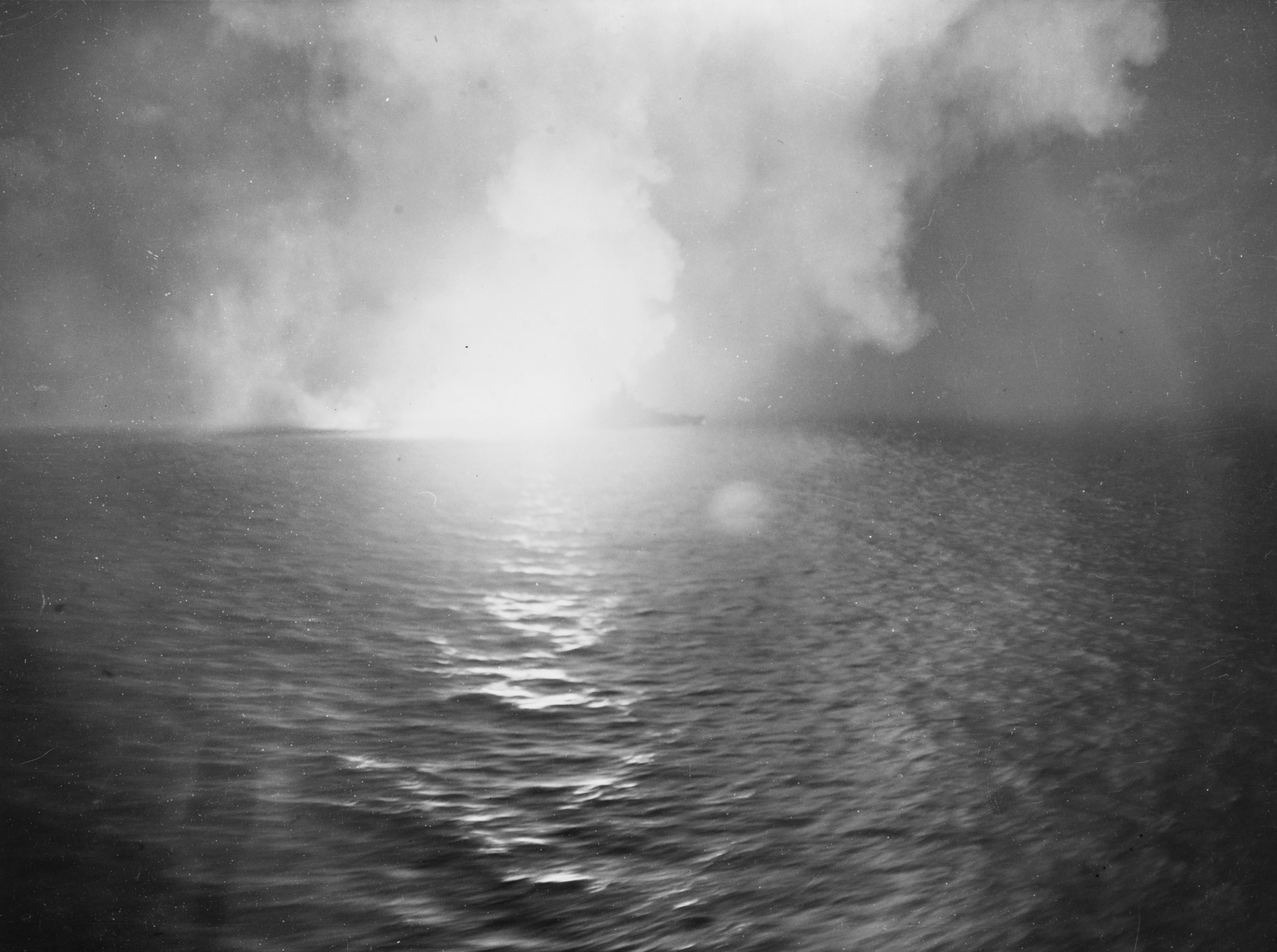
el disparant contra la flota japonesa

### La batalla continua
A les 03:16, el radar del West Virginia va captar els vaixells supervivents de la força de Nishimura a una distància de 42.000 iardes (24 milles; 21 milles nàutiques; 38 km). El West Virginia els va seguir mentre s'acostaven a la negre nit. A les 03:53, va disparar els vuit canons de 16 polzades (406 mm) de la seva bateria principal a una distància de 22.800 yardes (13,0 milles; 11,3 milles nàutiques; 20,8 km), colpejant el Yamashiro amb la seva primera salva. Va disparar un total de 93 obusos. A les 03:55, el California i el Tennessee es van unir, disparant 63 i 69 obusos, respectivament, amb els seus canons de 14 polzades (356 mm). El radar de control de foc va permetre a aquests cuirassats nord-americans colpejar objectius des d'una distància a la qual els cuirassats japonesos, amb els seus sistemes de control de foc inferiors, no podien tornar el foc.

#### L'última salva de la història
Els altres tres cuirassats nord-americans també van tenir dificultats, ja que estaven equipats amb un radar d'artilleria menys avançat. El Pennsylvania no va poder trobar un objectiu i les seves armes van romandre en silenci. El Maryland finalment va tenir èxit a l'hora d'anar visualment sobre les esquitxades dels obusos dels altres cuirassats, i després va disparar un total de 48 projectils de 16 polzades (406 mm). El Mississippi només va disparar una vegada en l'acció de la línia de batalla, una salva completa de dotze obusos de 14 polzades. Aquesta va ser l'última salva disparada per un cuirassat contra un altre cuirassat de la història, tancant un capítol important en la guerra naval.
El Yamashiro i el Mogami es van veure paralitzats per una combinació d'obusos perforants de 16 polzades i 14 polzades, així com pel foc dels creuers flanquejants d'Oldendorf. Els creuers que tenien els darrers equips de radar van disparar més de 2.000 cartutxos perforants de 6 polzades i 8 polzades. El Louisville (el vaixell insígnia d'Oldendorf) va disparar 37 salves: 333 cartutxos de 8 polzades. Aparentment, el comandament japonès havia perdut la comprensió de la imatge tàctica, amb tots els vaixells disparant totes les bateries en diverses direccions, "fent ploure frenèticament acer a 360°." El Shigure va girar i va fugir, però va perdre la direcció i es va aturar mort. A les 04:05 el Yamashiro va ser colpejat per un torpede disparat pel destructor Bennion, i es va enfonsar de sobte cap a les 04:20, amb Nishimura a bord. El Mogami i el Shigure es van retirar cap al sud per l'estret. El destructor Albert W. Grant va ser colpejat per foc amic durant la batalla nocturna, però no es va enfonsar.
La rereguarda de la Força del Sud japonesa, la "Segona Força d'atac" comandada pel vicealmirall Shima, havia sortit de Mako  i s'havia acostat a l'estret de Surigao a unes 40 milles (35 milles nàutiques; 64 km) a popa del Nishimura. La carrera de Shima es va confondre inicialment perquè la seva força gairebé va encallar a l'illa de Panaon després de no tenir en compte la marea sortint en la seva aproximació. El radar japonès va ser gairebé inútil a causa de les reflexions excessives de les moltes illes. El radar nord-americà va ser igualment incapaç de detectar vaixells en aquestes condicions, especialment vaixells PT, però el PT-137 va colpejar el creuer lleuger Abukuma amb un torpede que la va paralizar i va fer que caigués de la formació. Els dos creuers pesats de Shima, el Nachi i l'Ashigara , i els quatre destructors es van trobar després amb restes de la força de Nishimura. Shima va veure el que ell pensava que eren els restes dels dos cuirassats de Nishimura i va ordenar una retirada. El seu vaixell insígnia, el Nachi, va xocar amb el Mogami , inundant la sala de direcció del Mogami i fent-la quedar enrere en la retirada; va ser encara més danyat per avions de transport nord-americans l'endemà al matí, abandonat i enfonsat per un torpede de l'Akebono .

### Primers atacs kamikazes de la Guerra del Pacífic
Mentre que la batalla de Samar estava arrasada entre la flota de superfície japonesa i el Taffy 3, els portaavions d'escorta del Taffy 1 donaven suport als vaixells de superfície nord-americans després de la batalla de l'estret de Surigao quan es va fer el dia (l'acció nocturna de l'estret de Surigao va significar que cap avió portaavions pogués participar fins després de l'alba, durant la qual la derrotada flota del sud japonesa estava en plena retirada). Com que el Taffy 1 es trobava tan al sud de Samar, no molts avions Taffy 1 van participar en la batalla de Samar. Mentre es trobaven a l'aire al sud-oest del golf de Leyte, els avions i els vaixells del Taffy 1 van rebre immediatament l'ordre d'ajudar el Taffy 3 a sortir de Samar, però van haver de tornar als portaavions d'escorta per repostar i rearmar-se.
Després que el portadavions tornés d'atacs aeris a les forces navals japoneses en retirada des de l'estret de Surigao, els japonesos van llançar els primers atacs kamikaze (avions suïcides "d'atac especial") preplanificats de la Segona Guerra Mundial contra Taffy 1 des de Davao. El portaavions d'escorta Santee va ser colpejat primer per un kamikaze , que va matar 16 tripulants. Un submarí japonès també va llançar amb èxit un torpede contra el Santee, colpejant el seu costat d'estribord. Quatre torpediners Avenger i dos caces Wildcat del Santee van ser destruïts en aquest atac. Les reparacions d'emergència van salvar el Santee de l'enfonsament.
El portaavions d'escorta Suwannee va ser atropellat poc després per un kamikaze, que va matar 71 mariners. El Suwannee va ser colpejat per un altre kamikaze cap al migdia del 26 d'octubre que va causar encara més danys i va matar 36 tripulants més. Aquest segon atac kamikaze va provocar un gran incendi que no es va extingir fins nou hores després. Un total de 107 mariners van morir i més de 150 van resultar ferits a bord del Suwannee en els atacs kamikazes del 25 al 26 d'octubre. Cinc torpediners Avenger i nou caces Hellcat a Suwannee van ser destruïts.

### Resultats
Dels set vaixells de Nishimura, només el Shigure va sobreviure el temps suficient per escapar de la debacle. Va ser enfonsat pel submarí americà Blackfin el 24 de gener de 1945 a Kota Bharu, Malàisia, amb 37 morts. Els vaixells de Shima van sobreviure a la batalla de l'estret de Surigao, però van ser enfonsats en nous enfrontaments al voltant de Leyte. La Força del Sud no va proporcionar cap amenaça més als desembarcaments de Leyte.

## Batalla de Samar (25 d'octubre de 1944)

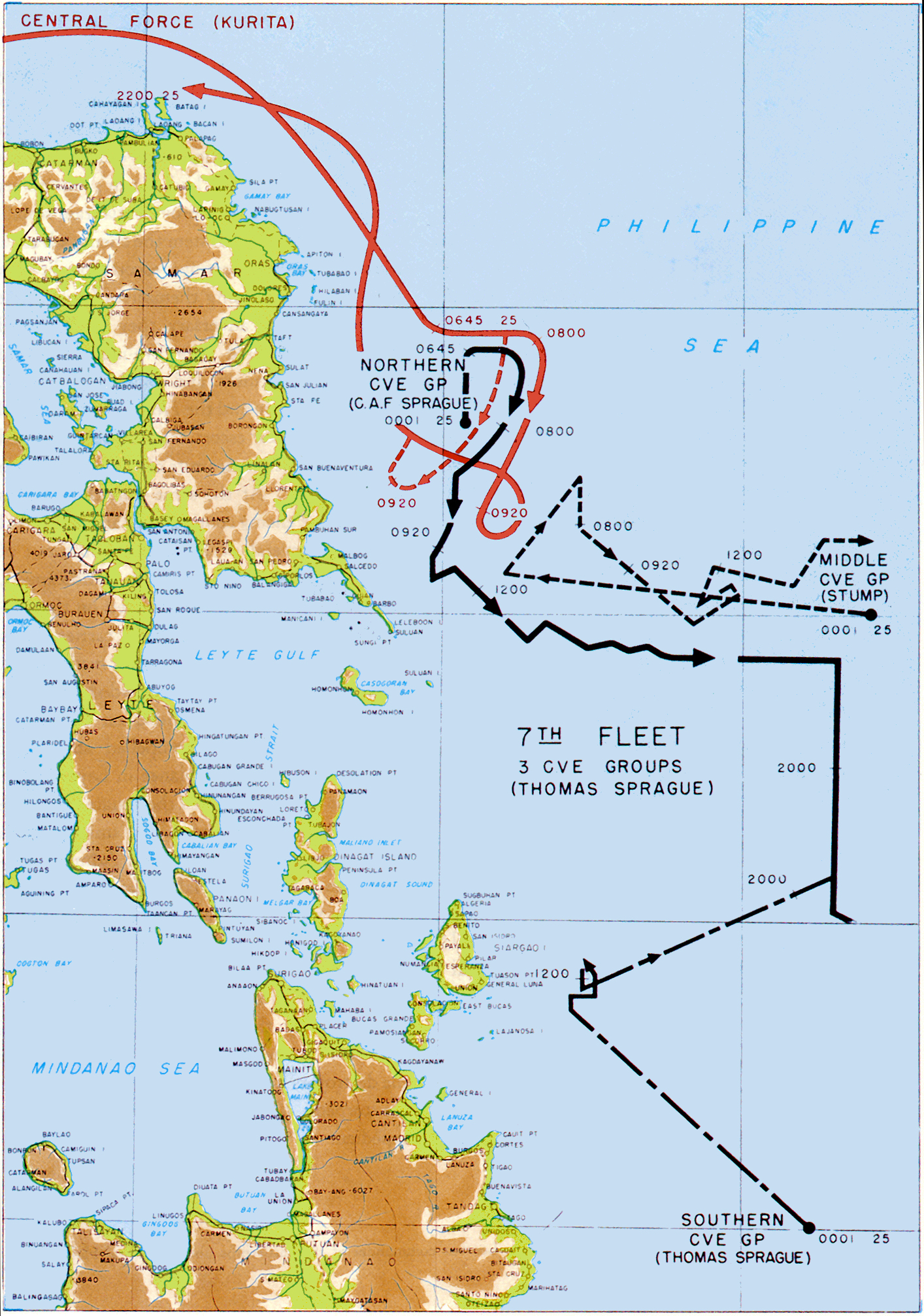
La batalla de Samar

### Preludi
La decisió de Halsey de portar tota la força disponible de la Tercera Flota cap al nord per atacar els portaavions de la Força del Nord japonesa havia deixat l'estret de San Bernardino completament desprotegit.
Els oficials superiors de la Setena Flota (incloent-hi Kinkaid i el seu estats major) generalment van suposar que Halsey estava portant els seus tres grups de portaavions disponibles cap al nord (el grup de McCain, el més fort de la Tercera Flota, encara tornava des de la direcció d'Ulithi), però deixant els cuirassats del TF 34. cobrint l'estret de San Bernardino contra la força central japonesa. De fet, Halsey encara no havia format el TF 34, i els sis cuirassats de Willis Lee anaven camí cap al nord amb els portaavions, així com tots els creuers i destructors disponibles de la Tercera Flota.
Per tant, la Força Central de Kurita va sorgir sense oposició de l'estret de San Bernardino a les 03:00 del 25 d'octubre i es va dirigir cap al sud al llarg de la costa de l'illa de Samar. Al seu pas només es trobaven les tres unitats de transport d'escorta de la Setena Flota (indicadors de trucada 'Taffy' 1, 2 i 3), amb un total de setze portaavions d'escorta petits, molt lents i sense blindatge, que transportaven fins a 28 avions cadascun, protegits per una pantalla de destructors lleugerament armats i sense blindatge i destructors d'escorta més petits (DE). Malgrat les pèrdues en les accions del passatge de Palawan i del mar de Sibuyan, la Força Central japonesa encara era molt poderosa, formada per quatre cuirassats (inclòs el gegant Yamato), sis creuers pesats, dos creuers lleugers i onze destructors.

### Batalla
La força de la Kurita va agafar per sorpresa la Unitat de Tasca 77.4.3 ('Taffy 3') del contraalmirall Clifton Sprague. Sprague va dir als seus portaavions que llançassin els seus avions, i després va córrer cap a la coberta d'una tempesta de pluja cap a l'est. Va ordenar als destructors i als destructors d'escorta que fessin una cortina de fum per ocultar els portaavions en retirada.
Kurita, sense saber que el pla d'engany d'Ozawa havia tingut èxit, va suposar que havia trobat un grup de portaavions de la Tercera Flota d'Halsey. Després d'haver tornat a desplegar els seus vaixells en formació antiaèria, va complicar encara més les coses ordenant un "atac general", que demanava que la seva flota es dividia en divisions i ataqués de manera independent.
El destructor USS Johnston era el més proper a l'enemic. Per iniciativa pròpia, el tinent comandant Ernest E. Evans va dirigir el seu vaixell irremeiablement superat a la flota japonesa a velocitat de flanc. El Johnston va disparar els seus torpedes contra el creuer pesant Kumano, danyant-lo i forçant-lo a sortir de la línia. En veure això, Sprague va donar l'ordre "atac de nois petits", enviant la resta de vaixells de detecció de Taffy 3 a la baralla. Els altres dos destructors del Taffy 3, el Hoel i el Heermann, i el destructor escorta Samuel B. Roberts, van atacar amb determinació suïcida, disparant foc i interrompent la formació japonesa mentre els vaixells giraven per evitar els seus torpedes. Quan els vaixells s'acostaven a les columnes enemigues, el tinent comandant Robert Copeland, del Samuel B. Roberts, va dir a tots els homens a través d'un megàfon que això seria "una lluita contra les probabilitats aclaparadores de la qual no es podia esperar la supervivència." Mentre la flota japonesa seguia apropant-se, el Hoel i el Roberts van ser colpejats diverses vegades, i ràpidament es van enfonsar. Després d'esgotar tots els seus torpedes, el Johnston va continuar lluitant amb els seus canons de 5 polzades, fins que va ser enfonsat per un grup de destructors japonesos.

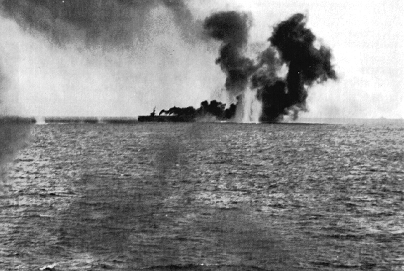
El Gambier Bay sota el foc japonès, probablement del creuer pesant Chikuma, poc visible al fons

Mentre preparaven els seus avions per a l'atac, els portaavions d'escorta van retornar el foc japonès amb tota la potència de foc que tenien: un canó de 5 polzades per portaavions. L'oficial al comandament tàctic havia ordenat als portaavions que "obrissin amb tiradors de pèsols", i cada vaixell va agafar un vaixell enemic sota el foc tan bon punt es trobava a l'abast. El Fanshaw Bay va disparar contra un creuer i es creu que va registrar cinc impactes, un enmig de la superestructura que va provocar fum. El Kalinin Bay va apuntar a un creuer pesant de classe Myōkō, reclamant un cop a la torreta número 2 del creuer, amb un segon just per sota de la primera. El Gambier Bay va albirar un creuer i va rebre almenys tres cops. El White Plains va informar d'impactes en diversos objectius, dos entre la superestructura i la pila davantera i un altre a la torreta número 1 d'un creuer pesat.
Mentrestant, el contraalmirall Thomas Sprague (sense relació amb Clifton) va ordenar als setze portaavions d'escorta de les seves tres unitats de tasca que llencessin immediatament tots els seus avions, amb un total de 450 avions, equipats amb les armes que tenien disponibles, encara que només fossin metralladores o càrregues de profunditat. Els portaavions d'escorta tenien avions més adequats per a tasques de patrulla i antisubmarines, inclosos models més antics com el FM-2 Wildcat, encara que també tenien els torpediners TBM Avenger, en contrast amb els portaavions de la flota de Halsey, que tenien els avions més nous amb un ampli ventall anti-navegació. Tanmateix, el fet que la força japonesa no tingués cobertura aèria va significar que els avions de Sprague poguessin atacar sense oposició dels avions de caça japonesos. En conseqüència, els contraatacs aeris eren gairebé incessants, i alguns, especialment alguns dels atacs llançats des de la Task Unit 77.4.2 (Taffy 2) de Felix Stump, van ser pesats.
Els portaavions del Taffy 3 van girar cap al sud i es van retirar a través del foc. El Gambier Bay , a la part posterior de la formació americana, es va convertir en el focus del cuirassat Yamato i va rebre múltiples impactes abans de bolcar a les 09:07. Quatre torpediners Grumman TBM Avenger van enfonsar-se amb el Gambier Bay. Diversos altres portaavions van resultar danyats però van poder escapar.

### L'almirall Kurita es retira
La ferocitat de la defensa nord-americana aparentment va confirmar la suposició japonesa que s'enfrontaven a unitats de la flota més importants que només a portaavions i destructors d'escorta. La confusió de l'ordre "Atac general" es va veure agreujada pels atacs aeris i amb torpedes, quan el vaixell insígnia de Kurita, el Yamato, va girar cap al nord per evadir els torpedes i va perdre el contacte amb la batalla.
Kurita va interrompre bruscament la lluita i va donar l'ordre de "tots els vaixells, el meu rumb cap al nord, velocitat 20", aparentment per reagrupar la seva flota desorganitzada. L'informe de batalla de Kurita va declarar que havia rebut un missatge que indicava que un grup de portaavions nord-americans estava al nord d'ell. Preferint gastar la seva flota en vaixells capitals en lloc de transports, Kurita va sortir a la seva persecució i, per tant, va perdre l'oportunitat de destruir la flota al golf de Leyte i interrompre els desembarcaments vitals a Leyte. Després de no poder interceptar els portaavions, que estaven molt més al nord, Kurita finalment es va retirar cap a l'estret de San Bernardino. Tres dels seus creuers pesats havien estat enfonsats, i la resistència decidida l'havia convençut que persistir amb el seu atac només provocaria més pèrdues japoneses.

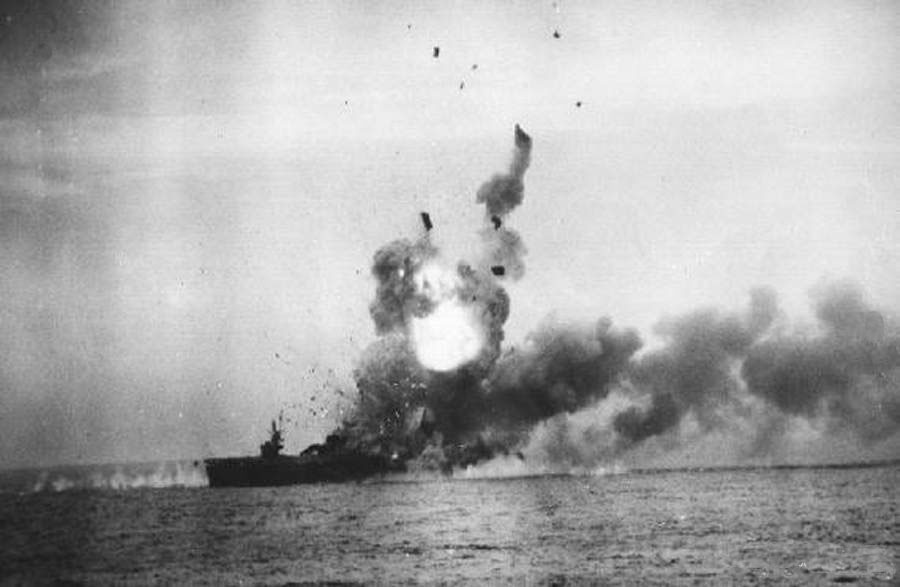
El explotant després d'un atac kamikaze.

La mala comunicació entre les forces japoneses separades i la manca de reconeixement aeri van fer que Kurita mai fos informat que l'engany havia tingut èxit, i que només una força petita i superada entre els seus cuirassats i els transports vulnerables de la flota d'invasió. Així, en Kurita es va mantenir convençut que havia estat involucrant elements de la Tercera Flota, i només seria qüestió de temps que Halsey l'envoltava i l'aniquilés. El contraalmirall Clifton Sprague va escriure al seu col·lega Aubrey Fitch després de la guerra: "Jo... vaig declarar [a l'almirall Nimitz] que la raó principal per la qual van girar cap al nord era que estaven rebent massa danys per continuar i encara sóc d'aquesta opinió i una anàlisi freda finalment ho confirmarà."
Gairebé tota la força supervivent de la Kurita va escapar. Els cuirassats de Halsey i la Tercera Flota van tornar massa tard per tallar-lo. El Nagato i el Kongō havien estat moderadament danyats per l'atac aeri dels portaavions d'escorta del Taffy 3. Kurita havia començat la batalla amb cinc cuirassats. Al seu retorn a les seves bases, només el Yamato i el Haruna es van mantenir dignes de combatre.
Quan la desesperada acció a la superfície arribava a la seva fi, el vicealmirall Takijirō Ōnishi va posar en funcionament les seves unitats d'atac especials japoneses des de bases a Luzón, llançant atacs kamikazes contra els vaixells aliats al golf de Leyte i les unitats de transport d'escorta a Samar. Aquest va ser el segon atac kamikaze organitzat pels japonesos a la Segona Guerra Mundial després de l'atac kamikaze a Taffy 1 unes hores abans a l'estret de Surigao. El portaavions d'escorta St. Lo de Taffy 3 va ser colpejat per un avió kamikaze i es va enfonsar després d'una sèrie d'explosions internes. Sis caces Grumman FM-2 Wildcat i cinc torpeders Grumman TBM Avenger van enfonsar-se amb el St. Lo. Altres tres portaavions d'escorta de la Taffy 3, el USS Kalinin Bay, el USS Kitkun Bay i el White Plains , també van resultar danyats en el mateix atac kamikaze.

## Batalla del cap Engaño (25-26 d'octubre de 1944)

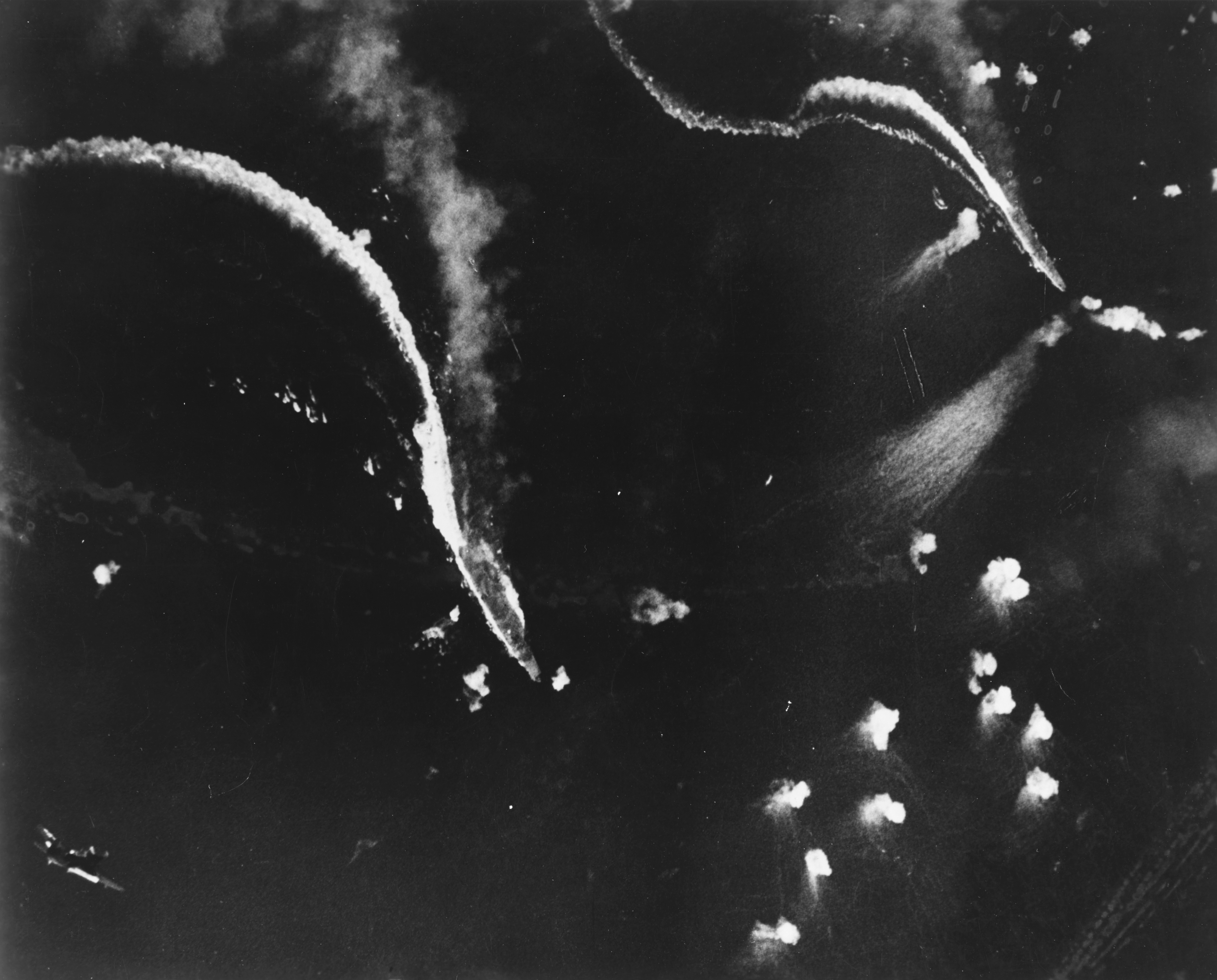
Els portaavions japonesos Zuikaku, a l'esquerra, i (probablement) el Zuihō van ser atacats per bombarders en picat a principis de la batalla del cap Engaño.

La "Força del Nord" del vicealmirall Jisaburō Ozawa, construïda al voltant dels quatre portaavions de la 3a Divisió de Portaavions (Zuikaku —l'últim supervivent dels sis portaavions que havien atacat Pearl Harbor el 1941— i els portaavions Zuihō, Chitose i Chiyoda) , incloïa dos cuirassats de la Primera Guerra Mundial convertits parcialment en portaavions (Hyūga i Ise -les dues torretes de popa havia estat substituït per un hangar, una plataforma de manipulació d'avions i una catapulta, però cap dels dos vaixells portava cap avió en aquesta batalla), tres creuers lleugers (Ōyodo, Tama i Isuzu) i nou destructors. El grup de portaavions d'Ozawa era una força d'esquerra, desposseït de tots els avions menys 108, amb la intenció d'allunyar la flota nord-americana de protegir els transports a les platges de desembarcament a l'illa de Leyte. Casualment, el nom del cap que porta el nom de la batalla, "Engaño", significa "engany" en castellà.
La força d'Ozawa no es va localitzar fins a les 16:40 del 24 d'octubre, en gran part perquè el TG  38.3 de Sherman, el més al nord dels grups de Halsey i responsable de les cerques en aquest sector, s'havia preocupat per l'acció al mar de Sibuyan i per defensar-se contra els atacs aeris japonesos des de Luzón. Així, el grup d'Ozawa, l'única força japonesa que volia ser descoberta, era l'única força que els nord-americans no havien pogut trobar. La força que Halsey portava al nord amb ell -tres grups de Mitscher TF  38- era aclaparadorament més forta que la Força del Nord japonesa. Entre ells, aquests grups tenien cinc grans portaavions de flota (Intrepid, Franklin, Lexington, Enterprise  i Essex), cinc portaavions lleugers (Independence, Belleau Wood, Langley, Cabot i San Jacinto), sis cuirassats moderns (Alabama, Iowa, Massachusetts, New Jersey, South Dakota i Washington), vuit creuers (dos pesats i sis lleugers) i 41 destructors. Els grups aeris dels deu portaavions nord-americans presents contenien entre 600 i 1.000 avions.

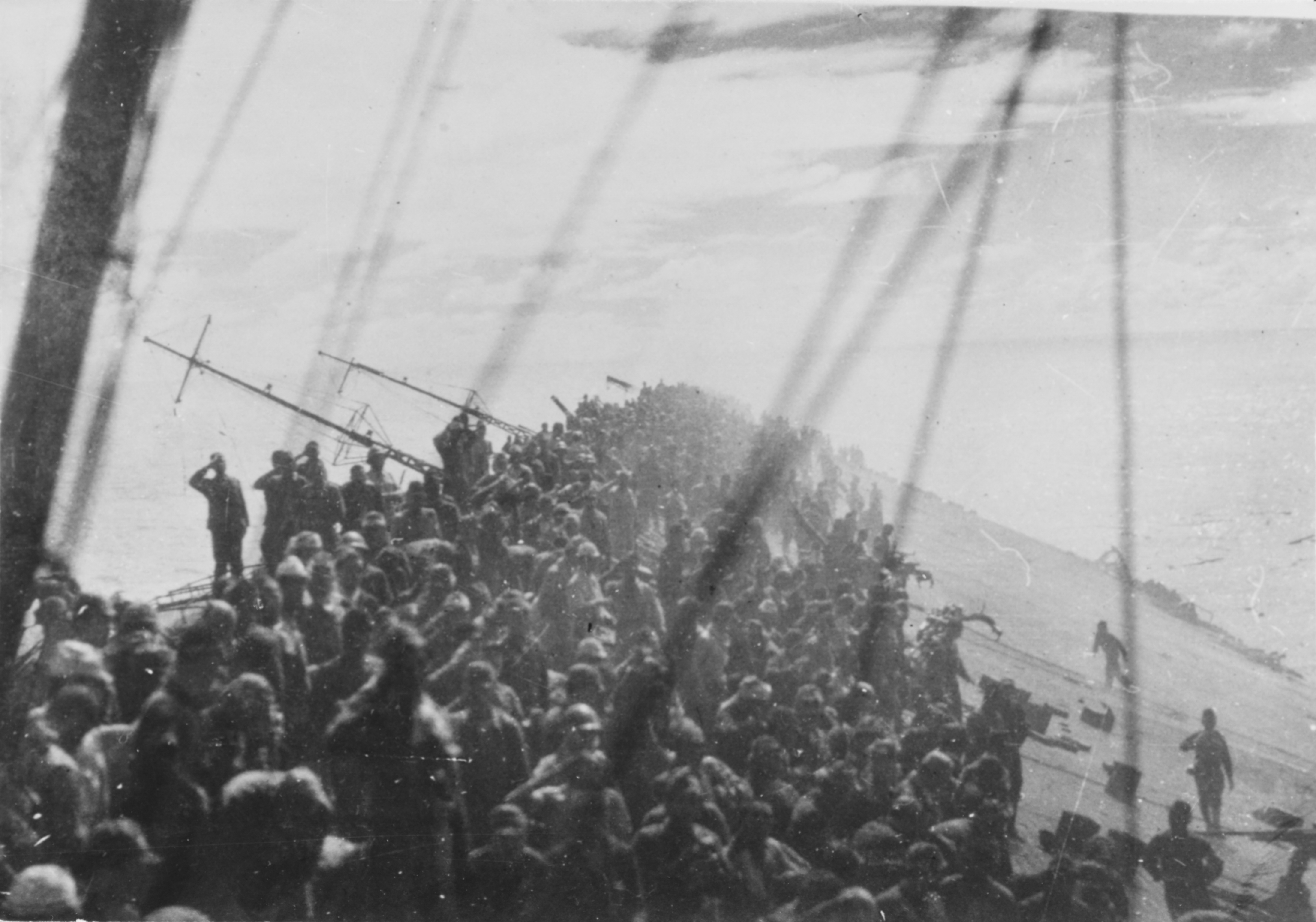
La tripulació del Zuikaku saluda quan la bandera s'arria al portaavions després d'un atac aeri. Va ser l'últim portaavions que va participar en l'atac a Pearl Harbor en ser enfonsat.

A les 02:40 del 25 d'octubre, Halsey va separar el TF  34, construït al voltant dels sis cuirassats de la Tercera Flota i comandat pel vicealmirall Lee. Quan s'acostava l'alba, els vaixells de la Task Force 34 es van avançar als grups de portaavions. Halsey pretenia que Mitscher fes atacs aeris seguits dels forts trets dels cuirassats de Lee.
Al voltant de l'alba del 25 d'octubre, Ozawa va llançar 75 avions, la major part dels seus pocs avions, per atacar la Tercera Flota. La majoria van ser abatuts per patrulles aèries de combat nord-americanes i no es va fer cap dany als vaixells nord-americans. Uns quants avions japonesos van sobreviure i es van dirigir a les bases de terra a Luzón.
Durant la nit, Halsey havia passat el comandament tàctic del TF  38 a l'almirall Mitscher, que va ordenar als grups de portaavions nord-americans que llancessin la seva primera onada d'atac, de 180 avions, a l'alba, abans que la Força del Nord fos localitzada. Quan l'avió de recerca va fer contacte a les 07:10, aquesta onada d'atac orbitava per davant del grup de treball. A les 08:00, mentre entrava l'atac, els seus caces d'escorta van destruir la patrulla aèria de combat d'Ozawa d'uns 30 avions. Els atacs aeris nord-americans van continuar fins al vespre, moment en què el TF  38 havia fet 527 sortides contra la Força del Nord, enfonsant el Zuikaku , els portaavions Chitose i Zuihō i el destructor Akizuki, tots amb grans pèrdues de vides. El portaavions lleuger Chiyoda i el creuer Tama estaven paralitzatss. Ozawa va transferir la seva bandera al creuer lleuger Ōyodo .

### Crisi: la Setena Flota dels Estats Units demana ajuda
Poc després de les 8:00 del 25 d'octubre, missatges desesperats demanant ajuda van començar a arribar de la Setena Flota, que havia estat enfrontant la "Força del Sud" de Nishimura a la batalla de l'estret de Surigao des de les 02:00. Un missatge de Kinkaid, enviat en llenguatge senzill, deia: "La meva situació és crítica. Els cuirassats ràpids i el suport mitjançant atacs aeris poden evitar que l'enemic destrueixi CVE i entri a Leyte". Halsey va recordar a les seves memòries que li va sorprendre aquest missatge, i va explicar que els senyals de ràdio de la Setena Flota havien arribat a l'atzar i fora de servei a causa d'un endarreriment a l'oficina de senyals. Sembla que no va rebre aquest missatge vital de Kinkaid fins al voltant de les 10:00. Halsey va afirmar més tard que sabia que Kinkaid estava en problemes, però que no havia somiat amb la gravetat d'aquesta crisi.
Un dels senyals més alarmants de Kinkaid va informar, després de la seva acció a l'estret de Surigao, els cuirassats de la Setena Flota tenien molt poca munició. Fins i tot això no va persuadir a Halsey d'enviar cap ajuda immediata a la Setena Flota. De fet, els cuirassats de la Setena Flota no estaven tan curts de munició com el senyal de Kinkaid implicava, però Halsey no ho sabia.
Des de 3.000 milles (2.600 milles nàutiques; 4.800 km) de distància a Pearl Harbor, l'almirall Nimitz havia estat supervisant les trucades desesperades de Taffy  3 i va enviar a Halsey un missatge concís: TURKEY TROTS TO WATER GG FROM CINCPAC ACTION COM THIRD FLEET INFO COMINCH CTF SEVENTY-SEVEN X WHERE IS RPT WHERE IS TASK FORCE THIRTY FOUR RR THE WORLD WONDERS." Les quatre primeres paraules i les tres últimes eren "padding" usades per confondre la criptoanàlisi enemiga (l'inici i el final del missatge veritable estaven marcats per consonants dobles). El personal de comunicacions del vaixell insígnia de Halsey va suprimir correctament la primera secció, però va retenir per error les últimes tres paraules del missatge que finalment va lliurar a Halsey. Les tres últimes paraules —probablement seleccionades per un oficial de comunicacions a la seu de Nimitz— poden haver estat pensades com una cita solta del poema de Tennyson sobre "La càrrega de la cavalleria lleugera",  suggerida per la coincidència que aquest dia, 25 d'octubre, va ser el 90è aniversari de la batalla de Balaclava, i no va ser un comentari sobre la crisi actual de Leyte. Halsey, però, en llegir el missatge, va pensar que les últimes paraules —«LES MARAVELLES DEL MÓN»— eren una crítica mordaç de Nimitz, va llençar la gorra a la coberta i va esclatar en «plots de ràbia». El contraalmirall Robert Carney, el seu cap d'estat major, es va enfrontar a ell i li va dir a Halsey: "Deixa-ho! Què dimonis et passa? Reuneix-te".
Finalment, a les 11:15, més de tres hores després que el seu vaixell insígnia hagués rebut els primers missatges de socors de la Setena Flota, Halsey va ordenar a la TF  34 que girés i es dirigís cap al sud cap a Samar. En aquest punt, els cuirassats de Lee estaven gairebé a l'abast de la força d'Ozawa. Després es van dedicar dues hores i mitja a repostar  els destructors acompanyants del TF 34.
Després d'aquesta successió de retards, era massa tard perquè el TF  34 donés cap ajuda pràctica a la Setena Flota, a part d'ajudar a recollir supervivents de Taffy  3, i fins i tot massa tard per interceptar la força de Kurita abans d'escapar per l'estret de San Bernardino.
No obstant això, a les 16:22, en un intent desesperat i encara més tardà d'intervenir en els esdeveniments de Samar, Halsey va formar un nou grup de treball —TG  34.5— sota el comandament del contraalmirall Oscar C. Badger II,   construït al voltant dels dos de cuirassats ràpids de la Tercera Flota, l'Iowa i el New Jersey , tots dos capaços d'una velocitat de més de 32 kn (59 km/h); 37 mph)—i  els tres creuers i vuit destructors del TF 34, i es va dirigir cap al sud, deixant a Lee i els altres quatre cuirassats per seguir. Com observa Morison, si el grup de Badger hagués aconseguit interceptar la Força Central Japonesa, podria haver estat superat pels cuirassats de la Kurita.
Els creuers i destructors del TG  34.5, tanmateix, van atrapar el destructor japonès  Nowaki —l'últim retardat de la Força Central — a l'estret de San Bernardino i el van enfonsar amb tots els homens, inclosos els supervivents del Chikuma.

### Accions finals
Quan Halsey va girar el TF  34 cap al sud a les 11:15, va separar un grup de treball de quatre dels seus creuers i nou dels seus destructors sota el comandament del contraalmirall DuBose, i va reassignar aquest grup al TF  38. A les 14:15, Mitscher va ordenar a DuBose que perseguissin el restes de la Força del Nord japonesa. Els seus creuers van acabar amb el portaavions lleuger Chiyoda cap a les 17:00, i a les 20:59 els seus vaixells van enfonsar el destructor Hatsuzuki després d'una lluita molt tossuda.
Quan Ozawa es va assabentar del desplegament del grup de treball relativament feble de DuBose, va ordenar als cuirassats Ise i Hyūga que giressin cap al sud i l'ataquessin, però no van aconseguir localitzar el grup de DuBose, que van superar amb força. La retirada de Halsey dels sis cuirassats de Lee en el seu intent d'ajudar a la Setena Flota havia fet que el TF  38 fos vulnerable a un contraatac a la superfície de la Força del Nord.
Cap a les 23:10, el submarí nord-americà Jallao va torpedinar i enfonsar el creuer lleuger Tama de la força d'Ozawa. Aquest va ser l'últim acte de la batalla davant del cap Engaño i, a part d'alguns atacs aeris finals contra les forces japoneses en retirada el 26 d'octubre, la conclusió de la batalla pel golf de Leyte.

## Suspesant les decisions de Halsey

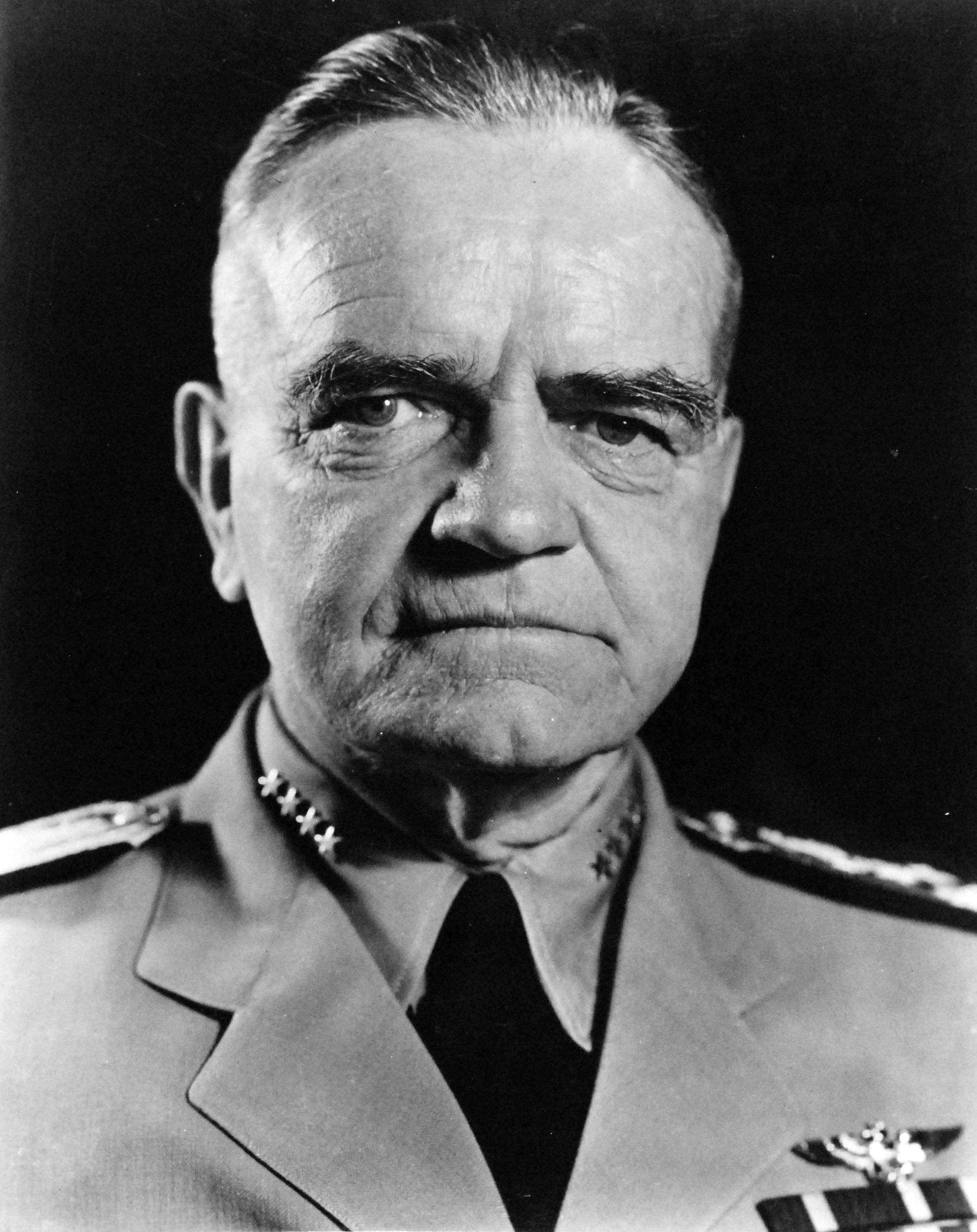
L'almirall William F. "Bull" Halsey – Comandant de la Tercera Flota dels Estats Units al golf de Leyte

### Crítica
Halsey va ser qüestionat per la seva decisió de portar el TF 34 al nord perseguint Ozawa, i per no poder-lo separar quan Kinkaid va demanar ajuda per primera vegada. Una peça de l'argot de la Marina dels Estats Units per a les accions d'Halsey és Bull's Run, una frase que combina el sobrenom del diari de Halsey "Bull" (era conegut com "Bill" Halsey) amb una al·lusió a la batalla de Bull Run a la Guerra Civil Americana, que les tropes de la Unió van perdre per mala organització i falta d'acció decisiva.
Clifton Sprague —comandant de la Unitat de Tasques 77.4.3 a la Batalla de Samar— va ser més tard amargament crític amb la decisió de Halsey i amb el seu fracàs per informar clarament a Kinkaid i a la Setena Flota que el seu flanc nord ja no estava protegit: "En absència de cap informació... era lògic suposar que el nostre flanc nord no es podia exposar sense un avís ampli". Pel que fa al fracàs de Halsey per girar la TF 34 cap al sud quan es van rebre les primeres trucades d'ajuda de la Setena Flota a Samar, Morison escriu:
| « | Si la TF 34 s'havia desenganxat unes hores abans, després de la primera petició urgent d'ajuda de Kinkaid, i havia deixat enrere els destructors, ja que el seu avituallament va provocar un retard de més de dues hores i mitja, una potent línia de batalla de sis cuirassats moderns sota el comandament de l'almirall Lee, el comandant d'esquadró de batalla més experimentat de la Marina, hauria arribat a l'estret de San Bernardino a temps per enfrontar-se amb Força central de Kurita... A part dels accidents habituals en la guerra naval, hi ha moltes raons per suposar que en Lee hauria "travessat la T" i completat la destrucció de la Força Central. ... El poderós tret de la Línia de Batalla de la Tercera Flota, més gran que el de tota l'Armada japonesa, no es va posar mai en acció excepte per acabar amb un o dos vaixells lleugers paralitzats. | » |

El vicealmirall Lee va dir en el seu informe d'acció com a comandant del TF 34: "No es va incórrer en danys de batalla ni van infligir a l'enemic els vaixells mentre operaven com a Task Force 34."

### Defensa de Halsey
En el seu informe després de la batalla, Halsey va justificar la decisió d'anar al nord de la següent manera:
| « | Les recerques dels meus avions portaavions van revelar la presència de la força de portaavions del Nord a la tarda del 24 d'octubre, la qual cosa va completar la imatge de totes les forces navals enemigues. Com que em va semblar infantil vigilar estàticament l'estret de San Bernardino, vaig concentrar la TF 38 durant la nit i vaig anar al vapor al nord per atacar la Força del Nord a l'alba. Vaig creure que la Força Central havia estat tan greument danyada al mar de Sibuyan que ja no es podia considerar una amenaça greu per a la Setena Flota.. | » |

Halsey també va argumentar que havia temut deixar el TF 34 per defensar l'estret sense suport de portaavions, ja que això l'hauria deixat vulnerable a l'atac d'avions terrestres, mentre que deixar enrere un dels grups de portaavions ràpids per cobrir els cuirassats hauria reduït significativament el concentració de poder aeri que va cap al nord per colpejar Ozawa.
No obstant això, Morison afirma que l'almirall Lee va dir després de la batalla que hauria estat totalment preparat perquè els cuirassats cobrissin l'estret de San Bernardino sense cobertura aèria, ja que cadascun dels portaavions d'escorta del TF 77 tenia fins a 28 avions a bord. , però poca protecció de vaixells de superfície, de la força naval tradicional de Kurita, que no tenia suport aeri.

### Factors atenuants potencials
El fet que Halsey estigués a bord d'un dels dos cuirassats ràpids (el New Jersey ), i "hagués hagut de quedar-se enrere" amb el TF 34 mentre el gruix de la seva flota carregava cap al nord, podria haver influït en la seva decisió, però hauria estat perfectament factible haver pres un o tots dos dels dos cuirassats més ràpids de la Tercera Flota amb alguns o tots els grans portaavions a la recerca d'Ozawa, mentre deixava la resta de la línia de batalla davant l'estret de San Bernardino. El pla original de Halsey per al TF 34 era per a quatre, no els sis, dels cuirassats de la Tercera Flota.
Halsey estava sens dubte filosòficament en contra de dividir les seves forces. Creia fermament en la doctrina naval actual de la concentració de forces, tal com indiquen els seus escrits tant abans de la Segona Guerra Mundial com en els seus articles i entrevistes posteriors defensant les seves accions. A més, Halsey podria haver estat influenciat per les crítiques recents de l'almirall Raymond Spruance, que va ser criticat per la precaució excessiva a la batalla del mar de Filipines, permetent que la major part de la flota japonesa s'escapés. El cap d'estat major d'Halsey, el contraalmirall Robert "Mick" Carney, també estava totalment a favor de portar totes les forces disponibles de la Tercera Flota cap al nord per atacar els portaavions japonesos.
Halsey tampoc es va creure en els informes sobre com de greument compromesa estava el poder aeri naval del Japó, i no tenia ni idea que la força d'engany d'Ozawa només tenia 100 avions. Encara que en una carta a Nimitz només tres dies abans de la batalla de Samar, Halsey va escriure que Mitscher creia que "l'aire naval japonès va ser esborrat", que Spruance i Mitscher van concloure en abatre més de 433 avions basats en portaavions al tiroteig als galls d'indi de les Mariannes, Halsey va ignorar les idees de Mitscher, i més tard va declarar que no volia ser "bombardejat amb llançadora" (per la qual cosa els avions atacants de la força d'Ozawa podrien repostar i rearmar-se a les bases terrestres, permetent-los atacar de nou en el vol de tornada), o donar-los un "tret lliure" a les forces nord-americanes al golf de Leyte.
Halsey podria haver considerat els cuirassats i creuers danyats de Kurita, sense suport de portaavions, com una poca amenaça, però irònicament, a causa dels seus propis fracassos per comunicar adequadament les seves intencions, va aconseguir demostrar que els cuirassats sense suport encara podrien ser perillosos.
En la seva tesi de màster presentada al Col·legi de Comandament i d'Estat Major de l'Exèrcit dels Estats Units, el tinent comandant Kent Coleman argumenta que la divisió de jerarquies de comandament de la Tercera Flota, sota Halsey que informava a Nimitz, i la Setena Flota, sota Kinkaid, que informava al general MacArthur, va ser la principal contribució al gairebé èxit de l'atac de Kurita. Coleman conclou que "la cadena de comandament naval dividida dels Estats Units va amplificar els problemes de comunicació i coordinació entre Halsey i Kinkaid. Aquest comandament dividit va ser més important per determinar el curs de la batalla que la decisió tàctica presa per Halsey i va conduir a una desunió d'esforços nord-americans, i això gairebé va permetre que la missió de Kurita tingués èxit."

## Pèrdues
A causa de la llarga durada i mida de la batalla, els relats varien quant a les pèrdues que es van produir com a part de la batalla del golf de Leyte i les pèrdues que es van produir poc abans i poc després. Un relat de les pèrdues, de Samuel E. Morison, enumera els següents vaixells:

### Pèrdues aliades
Els Estats Units van perdre almenys 11 vaixells de guerra durant la batalla del golf de Leyte:
- Un portaavions lleuger: USS Princeton[104]
- Dos portaavions d'escorta: USS Gambier Bay i USS St. Lo (el primer gran vaixell de guerra enfonsat per un atac kamikaze )[105]
- Dos destructors: USS Hoel i USS Johnston[105]
- Un destructor d'escorta: USS Samuel B. Roberts[106]
- Una llanxa PT: USS PT-493
- Altres quatre vaixells (inclòs el submarí USS Darter), juntament amb l'HMAS Australia , van resultar danyats.[107]

Més de 1.600 mariners i tripulants de les unitats d'escorta aliades van morir. Les pèrdues a la batalla del golf de Leyte no es van distribuir uniformement entre totes les forces. Les baixes aliades molt mínimes es van produir a les aclaparadores victòries aliades a la batalla de l'estret de Surigao i la batalla del cap Engaño. A la batalla del mar de Sibuyan l'atac japonès al portaavions lleuger Princeton va provocar la pèrdua de 108 morts a bord del Princeton i 241 morts i 412 ferits al creuer lleuger Birmingham a causa d'explosions secundàries al Princeton que van causar greus danys al Birmingham. 123 soldats van morir i més de 150 van resultar ferits en els primers atacs kamikazes preplanificats de la Segona Guerra Mundial als portaavions de Taffy 1 prop de l'estret de Surigao. Només a la batalla desajustada de Samar es van perdre 5 dels 7 vaixells de les accions combinades juntament amb 23 avions perduts i 1.161 morts i desapareguts i 913 ferits, comparable a les pèrdues combinades a les batalles de Midway i del Mar del Coral. El destructor Heermann, malgrat la seva lluita desigual amb l'enemic, va acabar la batalla amb només sis homes de la seva tripulació morts. Com a resultat d'errors de comunicació i altres errors, un gran nombre de supervivents de Taffy 3 no van poder ser rescatats durant diversos dies, i van morir innecessàriament com a conseqüència. L'HMAS Australia va patir la mort de 30 oficials i mariners, i altres 62 militars ferits en un atac de tipus kamikaze el 21 d'octubre de 1944, a l'inici de la batalla. A la batalla de l'estret de Surigao 39 soldats nord-americans van morir, 114 van resultar ferits i una llanxa PT (USS PT-493 ) va ser enfonsat.
Del 24 al 25 d'octubre, en dues batalles de submarins nord-americans relacionades amb combois navals japonesos implicats en la batalla del golf de Leyte, dos submarins nord-americans es van perdre en accions que van provocar la mort de 1.938 soldats nord-americans. L'USS Tang va enfonsar nombrosos vaixells en un gran comboi japonès que anava a reforçar les tropes japoneses a Leyte i al golf de Leyte. Aleshores, el Tang es va enfonsar accidentalment en una carrera circular sobre l'últim torpede que tenia al seu arsenal. 78 homes van morir mentre que 9 van sobreviure i van ser capturats pels japonesos. L'USS Shark va enfonsar el vaixell infernal sense marca Arisan Maru, que transportava presoners de guerra nord-americans des de les Filipines a Formosa com a resposta a la batalla aèria de Formosa i la imminent invasió de les Filipines. 1.773 presoners de guerra van morir perquè la resta del comboi japonès es va negar a rescatar-los. Aquesta va ser la major pèrdua de vides de tropes nord-americanes al mar de la història. El Shark va ser enfonsat immediatament per vaixells d'escorta japonesos; i tots els seus 87 tripulants van morir.

### Pèrdues japoneses
Els japonesos van perdre 26 vaixells de guerra durant la batalla del golf de Leyte:
- Un portaavions de la flota: Zuikaku (el vaixell insígnia de les Forces del Nord i l'últim dels portaavions atacants originals de Pearl Harbor encara flotant).
- Tres portaavions lleugers: el Zuihō, Chiyoda i el Chitose.
- Tres cuirassats: el Musashi (antic vaixell insígnia de la Flota Combinada Japonesa), el Yamashiro (el vaixell insígnia de la Força del Sud) i el Fusō.
- Sis creuers pesats: Atago (el vaixell insígnia de la Força Central), Maya, Suzuya, Chokai, Chikuma i Mogami
- Quatre creuers lleugers: Noshiro, Abukuma, Tama i Kinu.
- Nou destructors: Nowaki, Hayashimo, Yamagumo, Asagumo, Michishio, Akizuki, Hatsuzuki, Wakaba i Uranami.

Les pèrdues japoneses enumerades inclouen només aquells vaixells enfonsats a la batalla. Després del final nominal de la batalla, diversos vaixells danyats es van enfrontar a l'opció de dirigir-se a Singapur, a prop dels subministraments de petroli del Japó, però on no es podien dur a terme reparacions integrals, o de tornar al Japó, on hi havia millors instal·lacions de reparació però poc petroli. El Nachi es va perdre per un atac aeri mentre estava en reparació a la badia de Manila. El creuer Kumano i el cuirassat Kongō van ser enfonsats retirant-se al Japó. Els creuers Takao i Myōkō van quedar encallats, irreparables, a Singapur. Molts dels altres supervivents de la batalla van ser bombardejats i enfonsats a l'àncora al Japó, sense poder moure's per mancança de combustible.

## Conseqüències

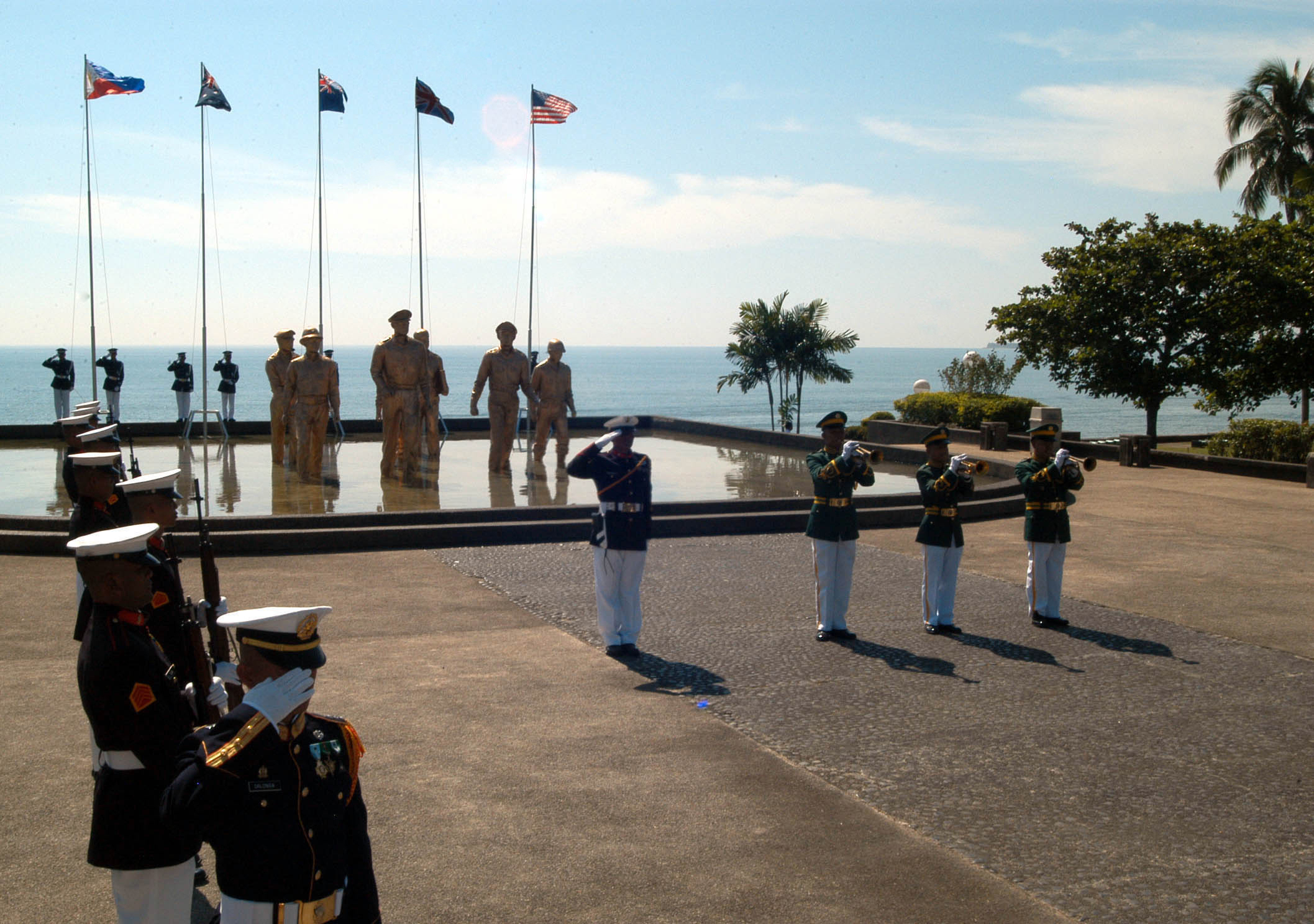
Una cerimònia commemorativa del 60è aniversari a Palo, Leyte, Filipines, el 20 d'octubre de 2004

La Batalla del Golf de Leyte va assegurar els caps de platja del Sisè Exèrcit dels Estats Units a Leyte contra l'atac des del mar. No obstant això, caldria lluitar molt abans que l'illa estigués completament en mans dels aliats a finals de desembre de 1944: la batalla de Leyte a terra es va lliurar paral·lelament a una campanya aèria i marítima en què els japonesos van reforçar i proveir les seves tropes a Leyte. mentre que els aliats intentaven prohibir-los i establir la superioritat aire-mar per a una sèrie de desembarcaments amfibis a la badia d'Ormoc, enfrontaments coneguts col·lectivament com la batalla de la badia d'Ormoc.
La Marina Imperial Japonesa havia patit la seva major pèrdua de vaixells i tripulació de tota la seva història. El seu fracàs per desallotjar els invasors aliats de Leyte va significar la pèrdua inevitable de les Filipines, que al seu torn significava que el Japó estaria gairebé separat dels seus territoris ocupats al sud-est asiàtic. Aquests territoris proporcionaven recursos que eren vitals per al Japó, en particular el petroli necessari per als seus vaixells i avions. Aquest problema es va agreujar perquè les drassanes i les fonts de productes manufacturats, com ara municions, es trobaven al mateix Japó. Finalment, la pèrdua de Leyte va obrir el camí a la invasió de les illes Ryukyu el 1945.
Els principals vaixells de superfície de la Marina Imperial Japonesa van tornar a les seves bases per esmorteir, totalment o gairebé totalment inactius, durant la resta de la guerra. L'única operació important d'aquests vaixells de superfície entre la batalla pel golf de Leyte i la rendició japonesa va ser la sortida suïcida de l'abril de 1945 (part de l'operació Ten-Go), en què el cuirassat Yamato i els seus escortes van ser destruïts per avions portaavions nord-americans.
El primer ús d' avions kamikaze va tenir lloc després dels desembarcaments de Leyte. Un kamikaze va colpejar el creuer pesant australià HMAS Australia el 21 d'octubre. Els atacs suïcides organitzats per la "Força d'atac especial" (Unitats d'atac especial japoneses) van començar el 25 d'octubre durant la fase de tancament de la batalla de Samar, provocant la destrucció del portaavions d'escorta St. Lo.
J. F. C. Fuller escriu sobre el resultat del golf de Leyte:
{{cita|La flota japonesa havia deixat d'existir i, excepte per avions terrestres, els seus oponents havien guanyat el domini indiscutible del mar. Quan l'almirall Ozawa va ser interrogat sobre la batalla després de la guerra, va respondre: "Després d'aquesta batalla, les forces de superfície es van convertir en estrictament auxiliars, de manera que vam confiar en les forces terrestres, l'atac especial [ Kamikaze ] i el poder aeri... No hi havia més usos assignats a vaixells de superfície, amb l'excepció d'alguns vaixells especials". I "L'almirall Mitsumasa Yoni, ministre de la Marina del gabinet de Koiso, va dir que s'adonava que la derrota a Leyte "era equivalent a la pèrdua de Filipines". Pel que fa a la importància més gran de la batalla, va dir: "Vaig sentir que era el final " .

## Memorials
- A l'Acadèmia Naval dels Estats Units, a l'Alumni Hall , es dedica un congrés al tinent Lloyd Garnett i als seus companys de vaixell a l'USS Samuel B. Roberts (DE-413), que van guanyar al seu vaixell la reputació del "destructor d'escorta que va lluitar com un cuirassat" a la batalla del golf de Leyte.
- El portaavions de la classe Essex USS Leyte (CV-32) va rebre el nom de la batalla.
- El creuer de classe Ticonderoga USS Leyte Gulf (CG-55) rep el nom de la batalla.
- El destructor d'escorta de classe Dealey USS Evans (DE-1023) va ser nomenat en honor al tinent comandant Ernest E. Evans, comandant de l'USS Johnston (DD-557).
- Al cementiri nacional de Fort Rosecrans a San Diego, Califòrnia, hi ha diversos monuments dedicats a Taffy 3 i als mariners perduts durant i després de la batalla de Samar.
- El Memorial de la Batalla de l'Estret de Surigao, a la ciutat de Surigao amb vistes a l'estret, va ser obert pel govern de la ciutat i socis privats en el 75è aniversari de la batalla, el 25 d'octubre de 2019.[118]